# Werder (Havel)
Werder (Havel) ist eine Stadt mit rund 27.000 Einwohnern im brandenburgischen Landkreis Potsdam-Mittelmark in der Agglomeration Berlin. Werder ist staatlich anerkannter Erholungsort. Überregional bekannt ist die Stadt nicht nur als Zentrum des Obstanbaus in der Nähe Berlins und durch die Obstbaumblüte im April und Mai, sondern auch durch das aus diesem Anlass stattfindende Baumblütenfest, ein Volksfest mit vielen Besuchern.

## Geografie

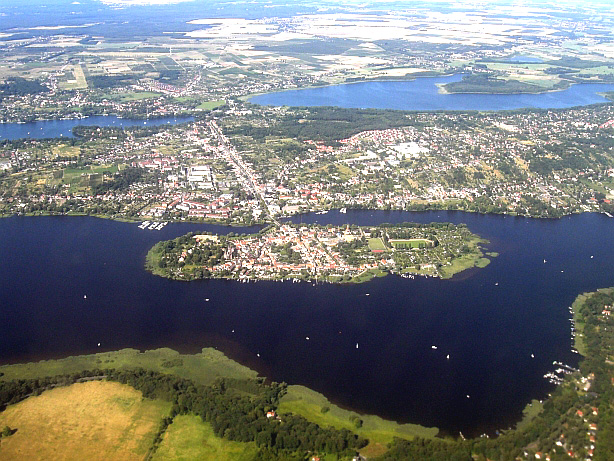
Luftbildaufnahme von Werder (Havel) (Sommer 2006)

Die Stadt liegt rund 10 km bzw. 40 km südwestlich der Stadtzentren von Potsdam und Berlin im Nordosten der von der letzten Eiszeit geprägten Landschaft Zauche. Die Kernstadt liegt auf einer Insel in der dort 700 bis 1400 m breiten Havel auf 38 m ü. NHN. Davon leitet sich auch der Stadtname ab, denn Werder bedeutet – ähnlich wie Werth oder Wörth – Insel im Fluss. Außerdem ist Werder von den Havelseen Schwielowsee, Glindower See, Großer Plessower See und Großer Zernsee umgeben.

## Stadtgliederung
Neben der Kernstadt Werder gibt es nach der Hauptsatzung die folgenden Ortsteile und Wohnplätze:
- Bliesendorf mit Wohnplatz Resau
- Derwitz
- Glindow mit Wohnplatz Elisabethhöhe
- Kemnitz mit Wohnplatz Kolonie Zern
- Petzow mit den Wohnplätzen Löcknitz und Riegelberg
- Phöben
- Plötzin mit den Wohnplätzen Neu Plötzin und Plessow
- Töplitz mit den Wohnplätzen Eichholz, Göttin, Leest, Neu Töplitz und Alt Töplitz

Eingemeindungen
Der Ort Petzow wurde bereits am 1. Januar 1926 eingemeindet. Am 1. Januar 1957 wurde die damals noch selbstständige Gemeinde Göttin in die Gemeinde Neu-Töplitz eingegliedert. Am 14. März 1974 schlossen sich Alt-Töplitz, Leest und Neu-Töplitz zur neuen Gemeinde Töplitz zusammen. Zum selben Zeitpunkt wurde Plessow in die Gemeinde Plötzin eingegliedert. Durch einen Bürgerentscheid schloss sich Bliesendorf am 31. Dezember 1998 der Stadt Werder (Havel) an. Zum 31. Dezember 2000 wurde die Gemeinde Plötzin in die Stadt Werder eingegliedert. Am 31. Dezember 2001 wurden Glindow, Kemnitz und Phöben eingemeindet. Derwitz und Töplitz folgten am 26. Oktober 2003. Dem Wunsch der Eingemeindung von Golm, den sowohl die Einwohner des Ortes als auch die Stadt Werder hegten, wurde nicht entsprochen und löste einen großen Streit zwischen den Befürwortern, dem Innenministerium, und der Stadt Potsdam aus, die Golm schließlich aufnehmen durfte. Werder hätte mit dem neuen Ortsteil den Titel Universitätsstadt (die Universität Potsdam, mehrere Max-Planck-Institute und Fraunhofer-Institute sind dort ansässig) tragen können.

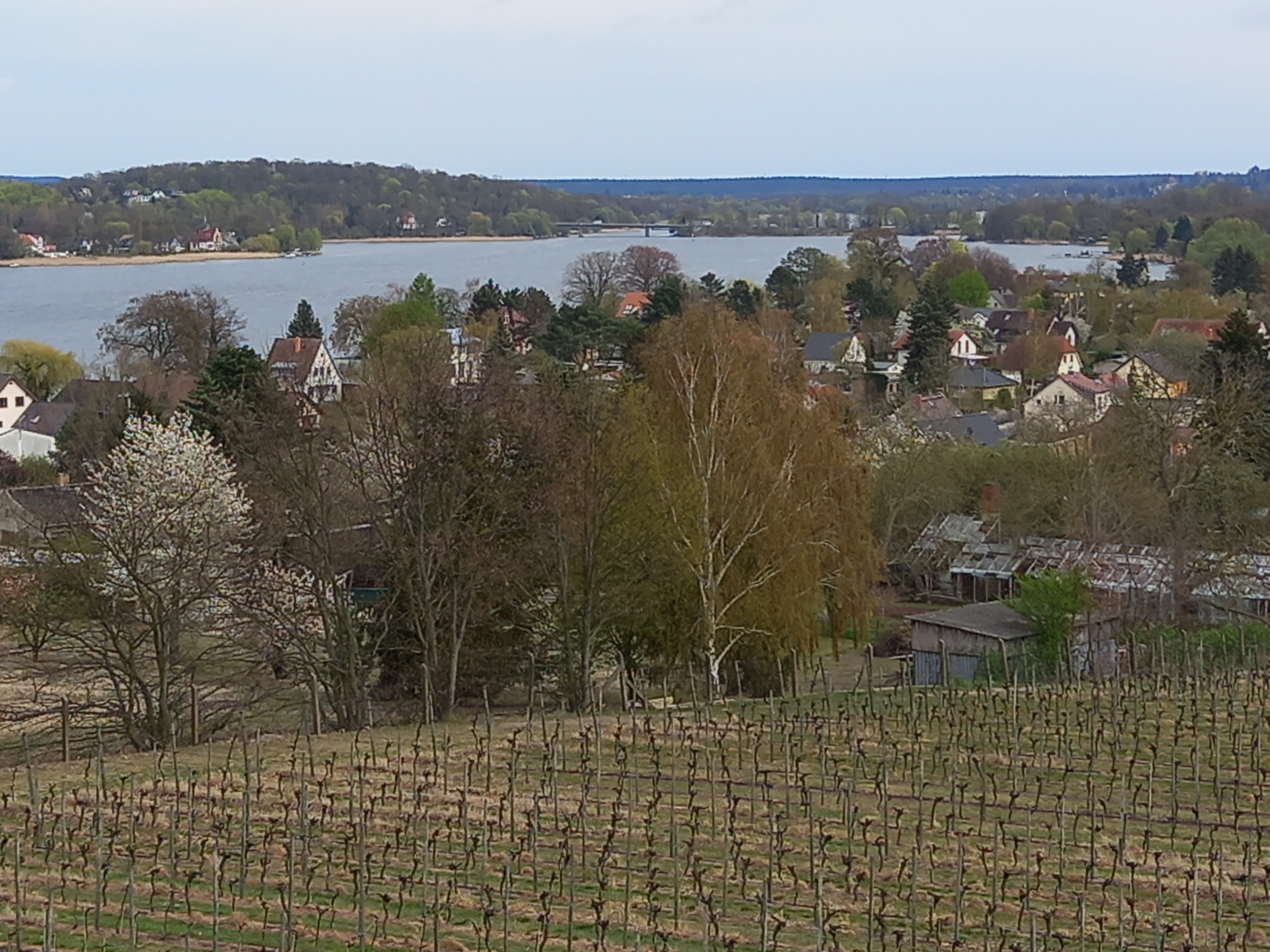
Blick vom Wachtelberg zur Havel
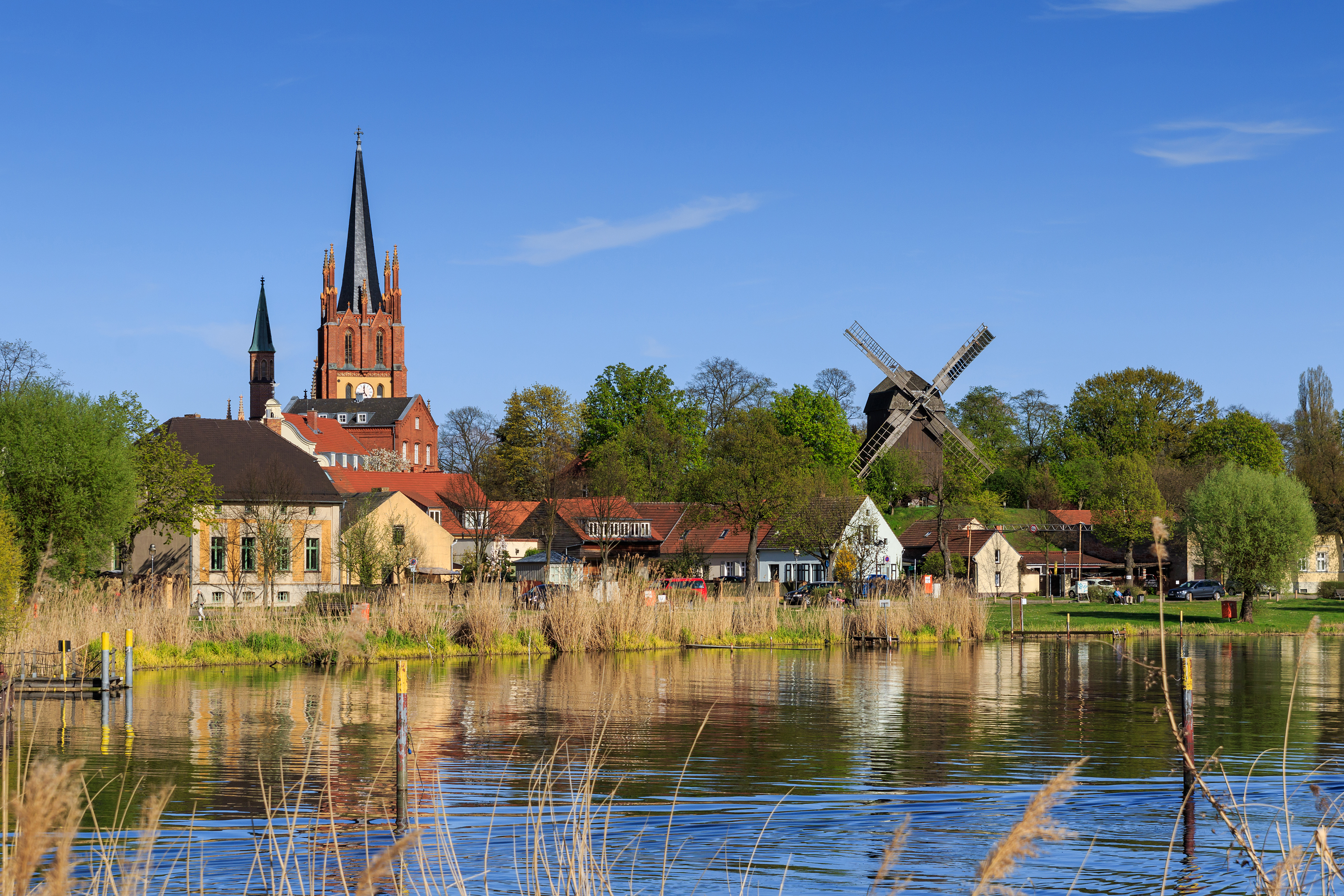
Heilig-Geist-Kirche und Bockwindmühle auf der Havelinsel
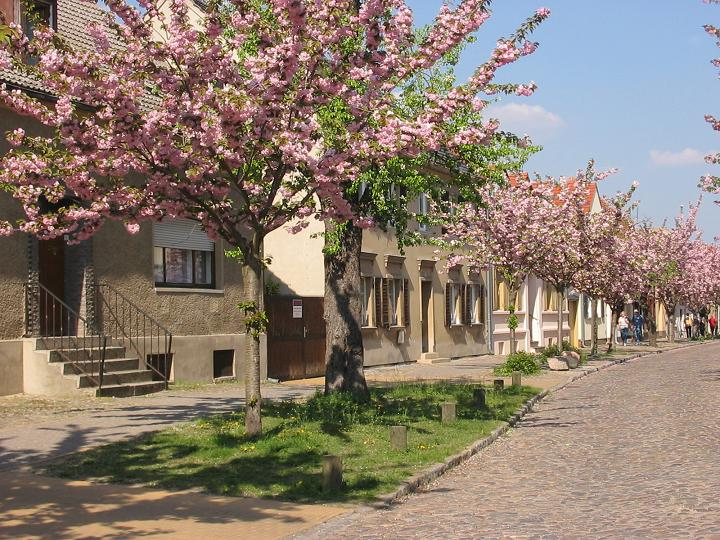
Blühende Zierkirschbäume entlang der „Lindenstraße“ auf der Havelinsel
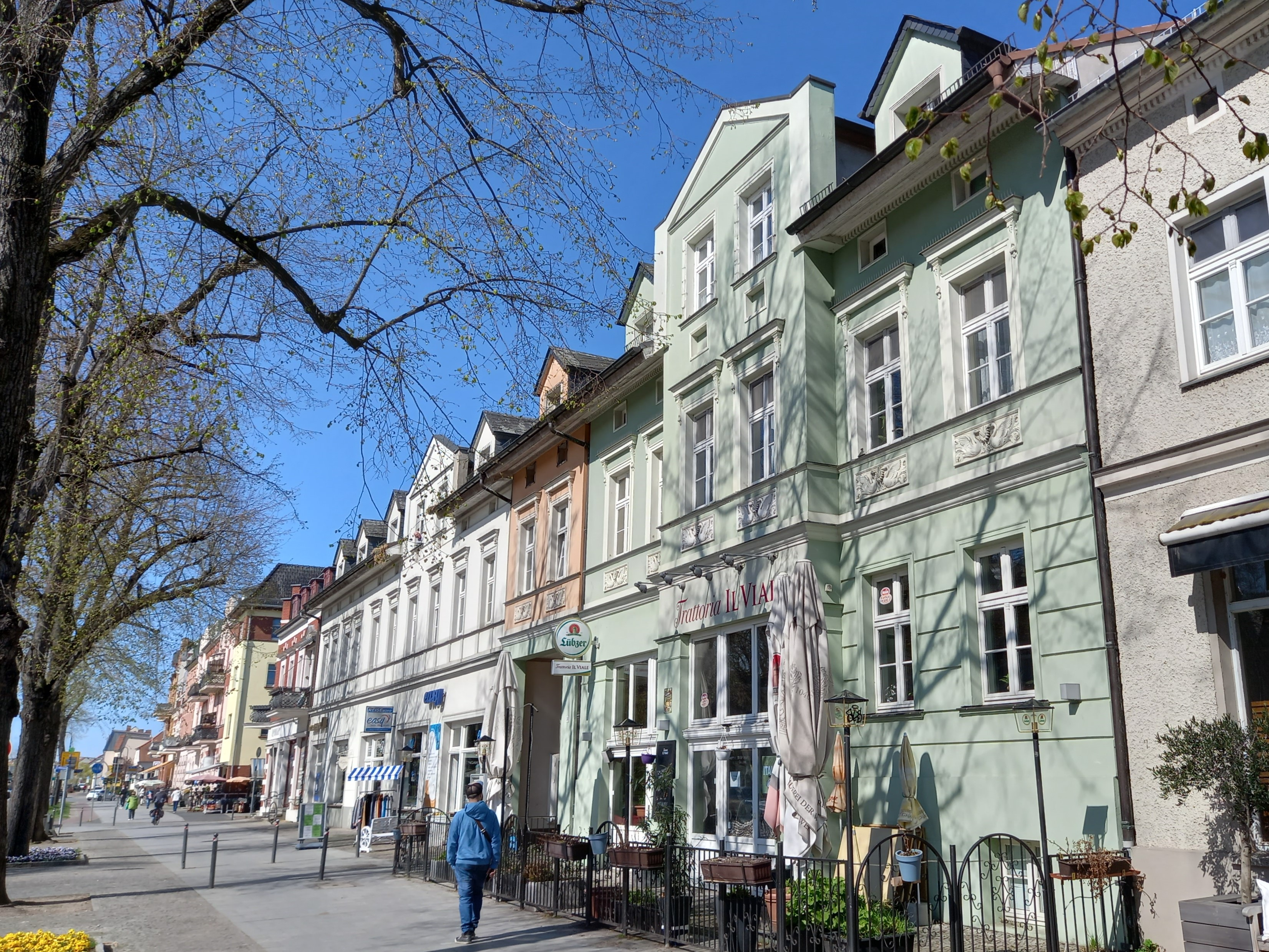
Unter den Linden – Fortsetzung der Altstadt auf dem Festland
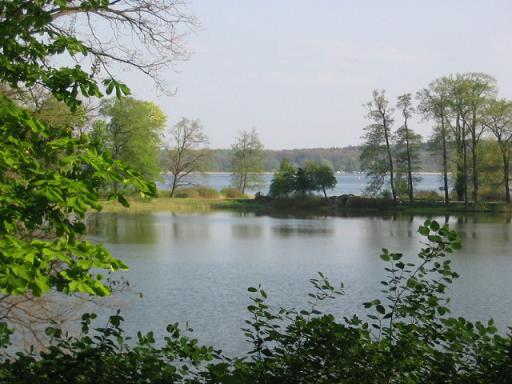
Ortsteil Petzow, Schlosspark von Lenné, Schwielowsee im Hintergrund

## Geschichte

### Entstehung und Namensgebung
Werder ist wahrscheinlich aus dem Zusammenwachsen eines handwerklich geprägten Nahmarktortes mit dem sich anschließenden Kirchort entstanden. Eine förmliche Stadtgründung oder Stadtrechtsverleihung ist nicht belegt, ebenso wenig eine Ummauerung. Die Rechtsbezeichnungen der Stadt Werder sowie Siedlungsbezeichnungen geben für die Jahre 1317, 1330, 1375 oppidum, 1459 stat, 1474 Flecken (Bleke), 1542 civitas, sonst Städtlein (1580), Mediatstadt (1768), Stadt (1801) an.
Auf der Havelinsel sind unter anderem Funde von slawischen Scherben auf dem Mühlenberg am südwestlichen Ufer des Werders und 3,5 km nordnordwestlich von Werder am westlichen Havelufer bekannt, im Süden von Werder wird ein slawischer Burgwall angenommen (Letzteres ohne archäologischen Nachweis). Der Kietz in der Gegend Fischerstraße war wohl die alte Fischersiedlung.

### Mittelalter
Am 26. August 1317 verkauften der vir strenuus Sloteko, Truchsess des Markgrafen Waldemar von Brandenburg, und seine beiden Brüder, die milites Richardus und Zabellus, das Städtchen (oppidum) Werder nebst 46 Hufen Lehnsbesitz in Richtung Zauche auf Geheiß ihres Lehnsherrn für 244 Mark weniger einer Viertelmark gemünzten Brandenburgischen Silbers an das Zisterzienserkloster Lehnin. Die Bestätigungsurkunde des Markgrafen stellt aber nicht die Ersterwähnung der Stadt Werder dar. Vielmehr wird das vermutlich mit einer hölzernen Brücke ausgestattete Städtchen schon in einer Urkunde Waldemars vom 5. April 1317 genannt. Die beiden Urkunden passen zum Landesausbau des Klosters Lehnin, der sich auch am Kauf des Dorfes Leest nebst der Zinserhebung in Werder im Jahre 1339, der Übereignung des Dorfes Phöben für eine Hebung Getreides an das Kloster am 15. November 1343 oder dem Vergleich zwischen Abt und Mönchen von Lehnin und den Brüdern von der Groeben vom 18. Oktober 1352 ablesen lässt.
Die allmähliche Entwicklung zu einem handwerklichen Nahmarkt spiegelt sich in den Statuten der Zunft der Schuhmacher und Lohgerber der Altstadt Brandenburg vom 30. April 1424 wider, wo der Schuhverkauf auf die Marktflecken Rathenow, Ziesar, Potsdam, Ketzin, Lehnin, Briesen (Mark), Werder und Pritzerbe beschränkt wird. Der Kurfürst und Markgraf Friedrich II. von Brandenburg, der am 20. September 1459 (am Donnerstage St. Matheus Abend) in Werder einen Vergleich zwischen dem Kloster Lehnin und dem Ritter Georg von Waldenfels bestätigt hatte, erlaubte dem Kloster Lehnin dann am 21. Oktober 1459, am Sonntag Laetare in der Fastenzeit bzw. am Sonntag unmittelbar vor dem Martinsfest einen Jahrmarkt in Werder abzuhalten. Auch wenn man damit von keiner Stadtrechtsverleihung sprechen kann, zeigen die Einträge zu Werder im Landbuch Karls IV. von 1375 und als Pfarrei der Propstei Brandenburg in der Matrikel des Bistums Brandenburg von 1459, dass das Städtchen nach und nach an landesherrlichem und kirchlichem Stellenwert gewann.
Ihre Zölle wurden dennoch mehrmals vom Landesherrn aus Geldnot an die Neustadt Brandenburg verpfändet. Eine Schwächung des Landesherrn zeigt sich auch an Auseinandersetzungen mit dem landsässigen Adel. In einer Art Weistum erzielten die Bürgermeister, Ratmannen und Gemeinde von Werder immerhin mit den Brüdern von Hake, die offenkundig auch als Schulzen amtierten, und den Bauern von Geltow am 5. Dezember 1474 einen Vergleich über Saat, Viehweide, Wegerechte, Getreidefuhren, Flussnutzung, Fischerei und anderes. Bei einem weiteren Grenzstreit wird am 19. Juli 1533 ein gewisser Bastian Tesickendorf zu Werder wanhafftigk inmitten mehrerer Dienstleute des Abtes von Lehnin erwähnt. Ob es sich dabei um den Pfarrer oder – was ebenso möglich ist – den gleichfalls schreibkundigen Küster und Schullehrer handelt, muss mangels weiterer Belege offen bleiben.

### Säkularisation
Die Pfarrei Werder wurde nur zwei Jahre vor der Säkularisation des Klosters Lehnin im Jahre 1540 durch den Kanzler der Markgrafen von Brandenburg, Johann Weinlob, visitiert. Hiernach unterstand die Heilig-Geist-Kirche dem Abt von Lehnin als Grundherrn und den Herren von Rochow als Patronatsherren, das heißt die Pfarrer wurden mit Zustimmung durch Letztere eingesetzt und durch Ersteren mit Abgaben belegt. Der Pfarrkirche zugeordnet war als zweite Pfründe (commenda) die Kirche St. Andreas in Geltow. Folgt man dem zeitgenössischen Verzeichnis der jährlichen Ausgaben am Rathaus, gab es neben dem Pfarrer einen Kaplan und einen Küster. Letzterer war außerdem als Stadtschreiber und Schulmeister tätig, wohnte im Schulhaus und lebte von den Abgaben seiner Schüler, der Garnleute und der Pfarrangehörigen. Umfangreicher als andernorts war die Ausstattung der Heilig-Geist-Kirche: Zum Pfarrhaus gehörten zwei Hufen, acht Wiesen, ein Garten mit drei Fudern Heu, eine Fischerei, ein Pfund Kerzenwachs, der Kornzehnt, aber nicht der Fleischzehnt von 200 kommunizierenden Gläubigen, die Totfall-, die Heirats- und die Wochenbettsabgabe sowie ein jährliches Gastmahl. Aus der wüstgefallenen Feldmark Zernow (wohl beim Zernsee gelegen) gingen auf Betreiben derer von Rochow seit vierzehn Jahren keine Abgaben mehr ein. Das Inventar des Pfarrers wies u. a. eine Braupfanne, ein Braubecken, zwei Spanbetten, sieben Schüsseln und sieben alte Kannen aus Zinn aus. Das Kirchenvermögen war von drei auf zwei Kelche und von fünf auf drei Patenen gesunken, geblieben waren eine Monstranz aus vergoldetem Messing sowie drei Wiesen (darunter eine mit dem Namen Marien horne), 10 statt 13 Pfund Wachs, ein Weinberg, drei Landstücke (auff dem Berge gelegen), ein Stück ebener Acker (vor der Heide gelegen), fünf Stücke Beiland in Petzow (Im Petzouschen feldt) sowie mehrere Zinse. Als Nachbarpfarreien werden Töplitz, Schmergow, Glindow, Petzow und Phöben genannt. Bei einer weiteren Visitation erhielten 1541 alle Dorfpfarrer des Klosters Lehnin den evangelischen Katechismus ausgehändigt, sodass von einem Übergang Werders zur lutherischen Lehre spätestens zu diesem Zeitpunkt ausgegangen werden darf.

### Vom Dreißigjährigen Krieg bis zum 19. Jahrhundert
Im Dreißigjährigen Krieg wurde die Stadt 1637 und 1641 durch schwedische Truppen geplündert.

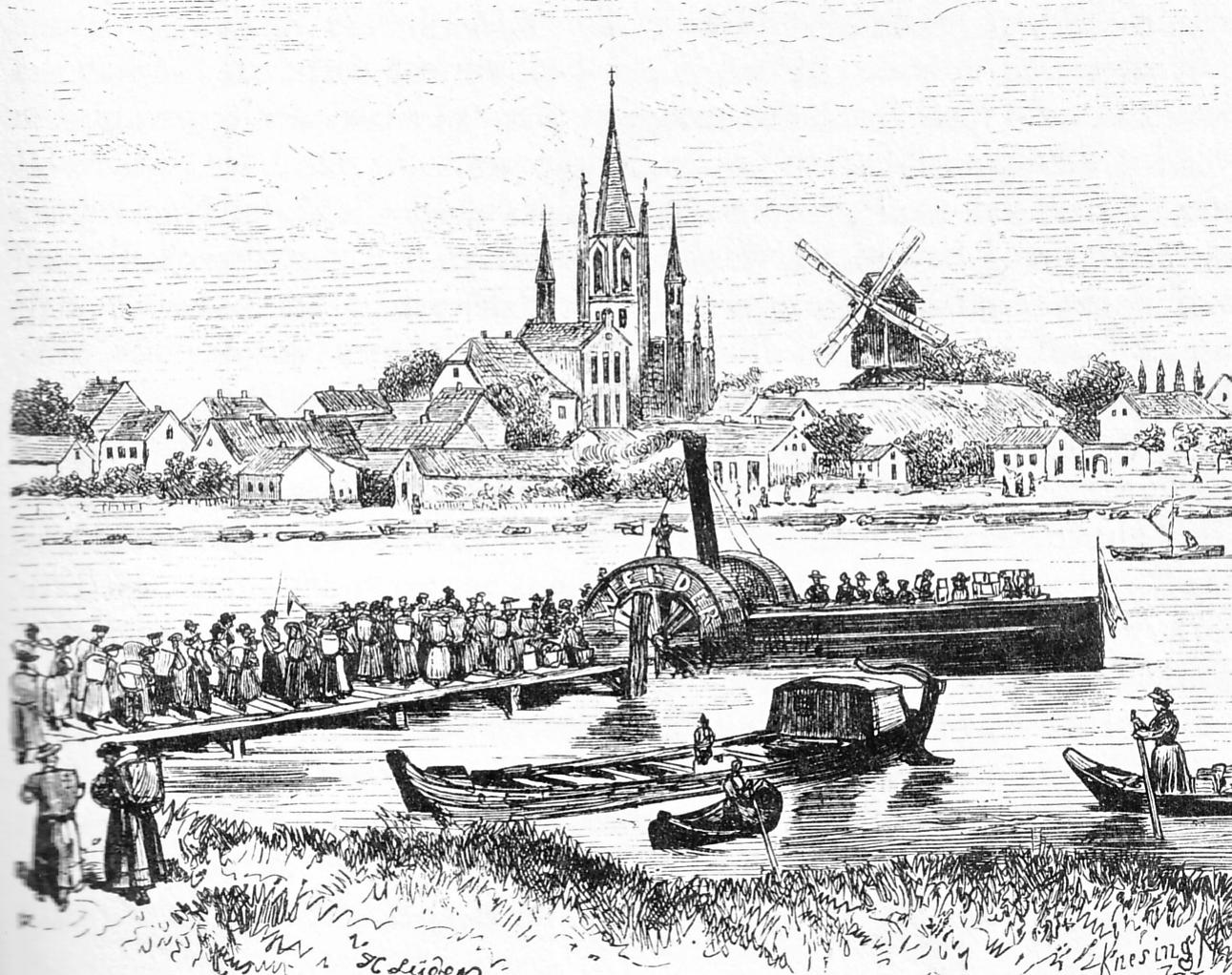
Lithographie von 1881

### Zweiter Weltkrieg
Während des Zweiten Weltkrieges wurde am 20. März 1943 ein kleines KZ-Außenlager des KZ Sachsenhausen errichtet. Die Häftlinge und Kriegsgefangene, die im Lichau-Keller auf der Friedrichshöhe sowie auf einem Havelkahn untergebracht waren, mussten Zwangsarbeit verrichten. Vor dem Krieg und während des Krieges befand sich im Norden der Stadt ein Flugplatz, der zusammen mit Einrichtungen in Wildpark West als Luftkriegsschule III für die Fliegerausbildung diente, bis diese im Mai 1944 nach Oschatz in Sachsen verlegt wurde. Nach Kriegsende ließ sich auf diesem Gelände die Rote Armee nieder (Gruppe der Sowjetischen Streitkräfte in Deutschland), die zu Zeiten der DDR bis zum endgültigen Abzug 1992 dort stationiert waren. Anfang 1945 bei Kriegsende wurden die Eisenbahnbrücke, Baumgartenbrücke und die Strengbrücke gesprengt.

### Sowjetische Besatzungszone und DDR
Anfang der 1950er Jahre entstanden erste Oppositionsgruppen von Jugendlichen gegen DDR-Regime und sowjetische Besatzungsmacht. Einige von ihnen wurden durch ein sowjetisches Militärtribunal zum Tode verurteilt, weitere mussten mehrere Jahre Zwangsarbeit verrichten.
1997/99 erfolgte die Rehabilitierung aller Verurteilten durch die russische Militärstaatsanwaltschaft.

### Nach 1990
Nach 1990 wurden der Stadtkern unter Einschluss der Inselstadt zum Sanierungsgebiet erklärt. Dem folgte die Renovierung bzw. Restaurierung eines Großteils der vorhandenen Bausubstanz. Alle Hauptstraßen der Stadt wurden neu ausgebaut und instand gesetzt. Fast die gesamte Stadt ist an das zentrale Abwassernetz angeschlossen. Ein modernes Gasheizwerk versorgt die Einwohner mit Fernwärme.
Werder ist Mitglied der Arbeitsgemeinschaft „Städte mit historischen Stadtkernen“ des Landes Brandenburg.
In den Jahren der DDR wurden in der Stadt mehrere Wohnviertel in Plattenbauweise errichtet. Dazu gehören die Jugendhöhe (1980), die sich auf der zentralen Anhöhe Werders befindet, sowie das Wohngebiet Wachtelwinkel (1979) in direkter Nähe zum Stadtzentrum. Beide wurden schon einige Jahre nach der Wende vollständig renoviert. Ursprünglich gab es auf der Jugendhöhe Straßennamen wie Straße der DSF, Straße der Jugend und Hans-Beimler-Straße. Im Jahre 1990 wurden dort alle Straßen nach klassischen Musikern benannt. Im Wachtelwinkel wurden Städtenamen genutzt, wie Hamburg, Mainz, Siegburg, Oppenheim (siehe Partnerstädte) und Köln.
Die Wohnblöcke der ehemaligen Flugschule aus der Zeit vor dem Zweiten Weltkrieg, von der Bevölkerung auch Fliegersiedlung genannt, die später von der Sowjetischen Armee als Unterkunft für die Soldaten und ihre Familien genutzt worden waren, wurden vollständig rekonstruiert und bieten am nördlichen Rand des Stadtgebietes ein ruhiges Wohnumfeld. In diesem Viertel befinden sich heute besonders Beamten- und Eigentumswohnungen. Auch die Vorkriegsbauten in der Bernhard-Kellermann-Straße und die Neubauten am Ende der Brandenburger Straße wurden wieder hergerichtet.
Neben den vielen Rekonstruktionsmaßnahmen der Stadt gibt es auch neue Wohnparks in der Stadt. Einige erweiterten bereits bestehende Gebiete, wie das Wohnviertel am Wachtelberg, das den Wachtelwinkel ergänzte. Ebenso wie dieses Gebiet ist auch der Scheunhornweg und das Gebiet um die Adolf-Kärger-Straße, die sich direkt am Havelufer befinden, mit vielen großzügigen Grünanlagen und kleinen Teichen bestückt.

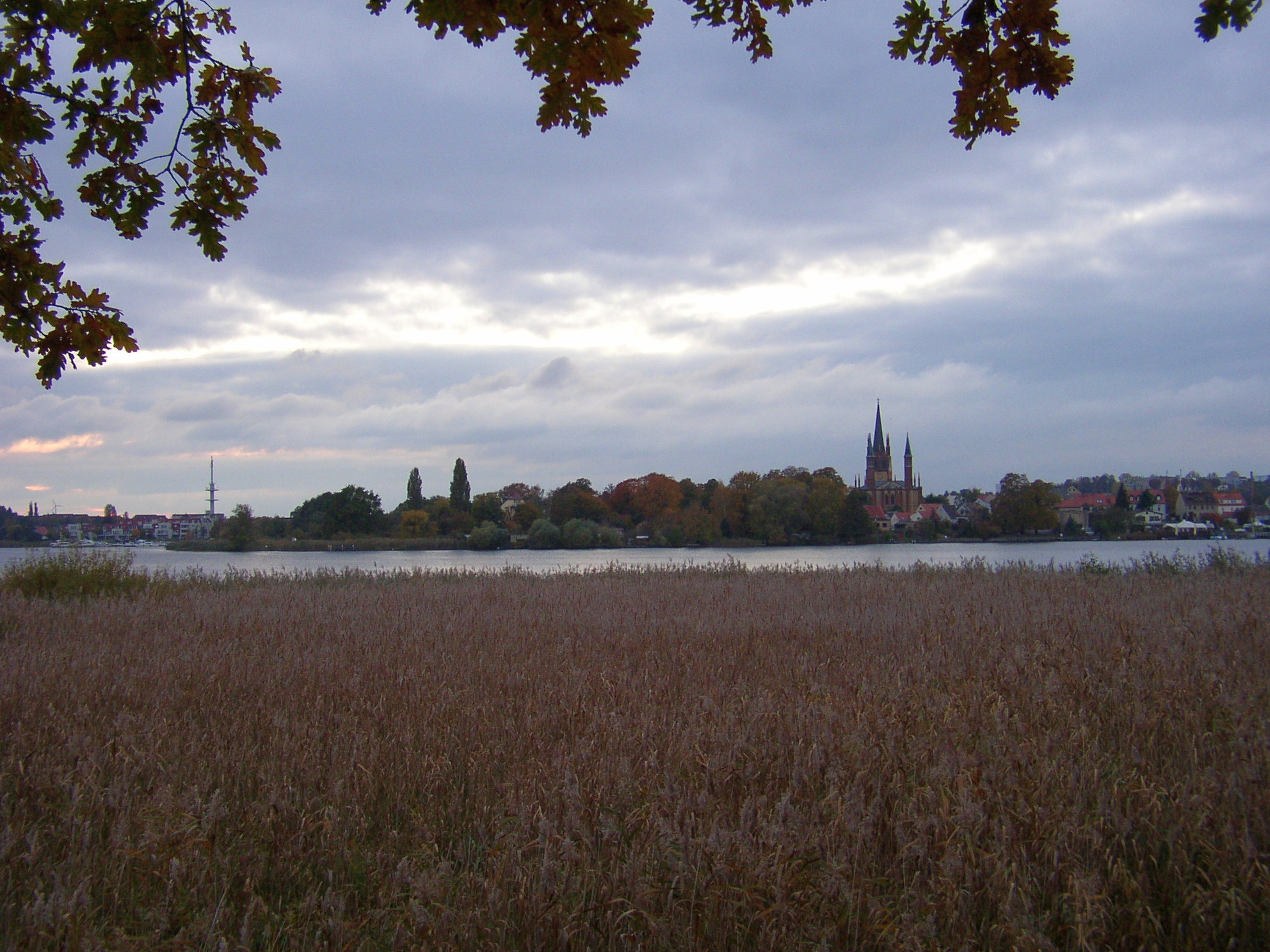
Abendlicher Blick vom östlichen Havelufer auf die Inselstadt, Herbst 2007

Bald nach der Wende entstand zwischen der Kemnitzer Straße und dem Elsebruchweg ein Viertel mit Reihenhäusern nach dänischem Vorbild. Nicht weit entfernt, gegenüber der Jugendhöhe, wurde ein neues Viertel mit Doppelhaushälften und Reihenhäusern errichtet. Hier sind die Straßen nach Vögeln benannt. Der Kemnitzer Straße weiter folgend, gelangt man am Wohnviertel Finkenberg, in dem besonders die soziale Förderung im Vordergrund stand, vorbei. Im Süden der Stadt, am Einkaufszentrum Werder-Park, wurden Einzelhäuser und kleinere Wohnblöcke errichtet. Die Straßennamen sind eng mit dem Obstbau, der früher auf dem Areal betrieben wurde, verbunden. Kleinere, neu errichtete Häuserkolonien befinden sich gegenüber dem Neuen Friedhof und im Kesselgrund.

Nördlich des Bahnhofs ist das Wohn- und Gewerbegebiet Havelauen zu finden, das 1995 eingeweiht wurde. Neben einigen Betrieben, wie der Havelbus Verkehrsgesellschaft, Versandunternehmen und einigen kleineren Bürovertretungen größerer Unternehmen sind hier ebenfalls Doppelhaushälften angelegt worden. Die Straßennamen auf dem ehemaligen Flugplatzgelände sind von Luftfahrtpionieren, wie Otto Lilienthal, abgeleitet oder haben Wasserbezug. Nachdem die Entwicklung des Gebietes zunächst ins Stocken geraten war, erlebt der neue Stadtteil seit etwa 2011 einen Aufschwung. Nach 2011 geriet das Gebiet in den Fokus von Bauträgern. Neben Einzelhausbebauungen sind auch größere Wohnanlagen und ein Einkaufszentrum entstanden, die alten Kasernengebäude wurden saniert und am künstlichen Hafenbecken wurden etwa 200 exklusive Eigentumswohnungen gebaut.

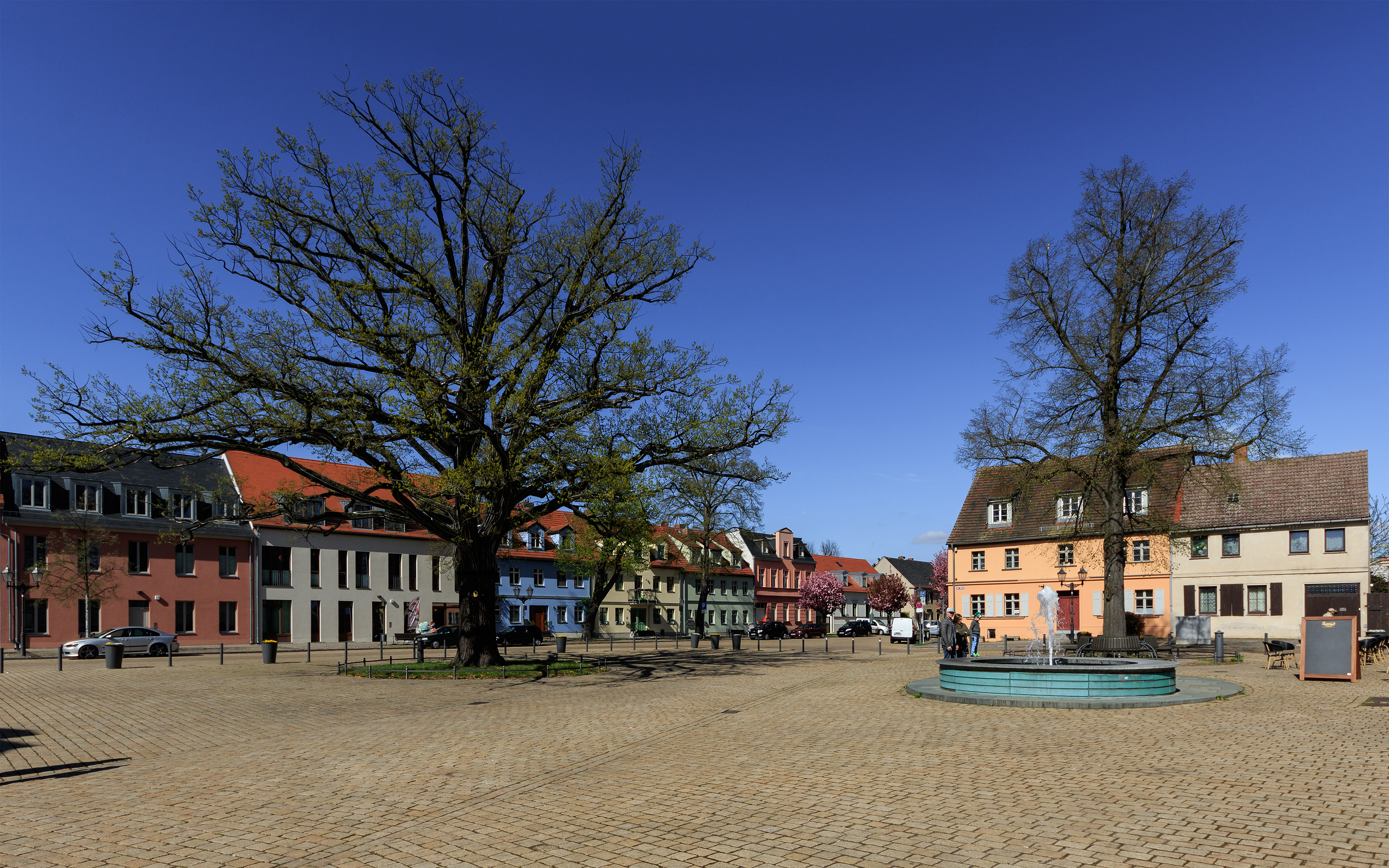
Neubauten am Alten Markt im Zentrum der Havelinsel

Die anhaltende Attraktivität Werders und die Erwartung weiteren Zuzugs belegen bereits angelaufene Großprojekte, wobei der Fokus auf Wasserlagen liegt. In den Havelauen soll zusätzlich zu RIVA-Maritim ein weiterer Blockbereich mit exklusiven Eigentumswohnungen und einem Gesundheitszentrum entstehen, im Ortszentrum von Glindow entstanden unter dem Namen „Glindower Seevillen“ auf rund 2,5 ha direkt am Glindow-See rund 100 exklusive Mietwohnungen. Eine wichtige Rolle für die Attraktivität Werders spielt auch, dass die meisten Altbauten bis 2019 (letztes Jahr der Förderung des Aufbaus Ost im Rahmen des Solidarpakts II) entweder gründlich saniert oder komplett durch Neubauten ersetzt wurden, denen man ihr geringes Alter nicht auf Anhieb ansieht. So besteht beispielsweise ein Großteil der Gebäude auf der Nordseite des Alten Markts aus Häusern, die nach 1990 neu errichtet wurden.
Im Jahre 2017 konnte die Stadt ihr 700-jähriges Bestehen feiern.
Bereits 2011 wurde der Grundstein für das große Familienbad „Blütentherme“ gelegt. Nach dem Scheitern des Projektes und mehrjährigem Baustillstand wurde 2018 bekannt, dass die Fertigstellung des Gebäudes weitere 30 Millionen Euro benötigen würde. Die für die öffentliche Hand auf ein Vielfaches der ursprünglichen Summe angestiegenen Kosten führte zur Hinterfragung der Sinnhaftigkeit des Projektes und zum ersten Bürgerbegehren in Werder (Havel), das Transparenz und Einwohnerbeteiligung erreichen wollte. Wenige Tage nach erfolgreicher Unterschriftensammlung durch die Bürgerinitiative „StadtMitGestalter“ unterzeichnete die Bürgermeisterin Verträge mit der Schauer & Co GmbH, die die Therme fertigstellen und betreiben soll. Die Kommunalaufsicht erklärte das Bürgerbegehren anschließend für unzulässig, was der Verband Mehr Demokratie e. V. scharf kritisierte. Die Bürgerinitiative organisierte sich in einem Verein und trat als unabhängige Wählergruppe mit den Themen Transparenz und Einwohnerbeteiligung zur Kommunalwahl 2019 an.
Eine Studie des Instituts Contor Regio befand Werder (Havel) als die aufstrebendste Stadt, in der Größenordnung 20.000 bis 75.000 Einwohner, in ganz Deutschland.

### Verwaltungszugehörigkeit
Werder gehörte 1817–1952 zum Landkreis Zauch-Belzig (bis 1947 in der preußischen Provinz Brandenburg, 1947–1952 im Land Brandenburg). 1952–1993 war die Stadt Teil des Kreises Potsdam-Land (bis 1990 im DDR-Bezirk Potsdam, 1990–1993 im Land Brandenburg).
Anlässlich der Gebietsverwaltungsreform im Lande Brandenburg 1993 kam Werder zum neugebildeten Kreis Potsdam-Mittelmark mit der Kreisstadt Belzig. Die Nähe zu Potsdam und das Konzept der dezentralen Konzentration ließen Werder, obwohl es sich um die einwohnerstärkste Gemeinde im Kreisgebiet handelt, als Sitz der Kreisverwaltung aus dem Rennen fallen.
Zum 31. Juli 1992 wurde das Amt Werder geschaffen, in dem zunächst sieben kleinere Gemeinden (Bliesendorf, Glindow, Grube, Golm, Kemnitz, Phöben, Plötzin und Töplitz) des Kreises Potsdam-Land in der näheren Umgebung der Stadt Werder zu einem Verwaltungsverbund zusammengefasst waren. Die Verwaltungsgeschäfte dieser Gemeinden wurden von der Stadt Werder (Havel) übernommen, der Bürgermeister der Stadt war zugleich Amtsdirektor des Amtes Werder. Die amtsangehörigen Gemeinden wurden im Verlauf der nächsten elf Jahre entweder in die Stadt Werder (Havel) oder die Landeshauptstadt Potsdam eingegliedert; das Amt Werder wurde 2003 wieder aufgelöst.
Von 1879 bis 1952 bestand das Amtsgericht Werder.

### Legenden und Erzählungen
Die Studenten der Universität Frankfurt an der Oder behaupteten im Jahre 1598: „Vinum de Marchia terra – transit guttur tamquam serra“, oder zu Deutsch: „Märkischer Erde Erträge gehen durch die Gurgel wie eine Säge.“ Gemeint war der saure Wein, der in der Mark gedieh. Trotzdem stellte der Hofmedicus des Großen Kurfürsten, Johann Elsholtz, rund hundert Jahre später fest: Weine aus Werder sind solche, die „auf keinem rauhen Kalkgrund, sondern auf klaren Sandhügeln wachsen und daher zwar nur leichte Weine sind, aber doch keine zusammenhängende Säure, sondern vielmehr eine angenehme Lindigkeit (…) haben“.
Theodor Fontane sah die Einwohner von Werder hingegen mit kritischem Blick, wenn er in den Wanderungen durch die Mark Brandenburg feststellt: „Sie sind sehr abergläubisch, im Gespenstersehen besonders erfahren, haben eine kauderwelche Sprache, üble Kinderzucht, schlecht Sitte und halten nicht viel auf Künste und Wissenschaften. Arbeitsamkeit und sparsames Leben aber ist ihnen nicht abzusprechen. Sie werden selten krank und bei ihrer Lebensart sehr alt (…) alle diese Züge (…) waren begreiflicherweise nicht imstande, aus Werder einen Prachtbau zu schaffen. Es hatte seine Lage und seine Kirche, beide schön, aber die Lage hatte ihnen Gott und die Kirche hatten ihnen die Lehniner Mönche gegeben.“

## Bevölkerungsentwicklung
| Jahr | Einwohner |
| ---- | --------- |
| 1875 | 04.578    |
| 1890 | 05.914    |
| 1910 | 06.757    |
| 1925 | 07.473    |
| 1933 | 08.796    |
| 1939 | 11.314    |

| Jahr | Einwohner |
| ---- | --------- |
| 1946 | 11.310    |
| 1950 | 10.828    |
| 1964 | 09.785    |
| 1971 | 09.765    |
| 1981 | 10.687    |
| 1985 | 10.843    |

| Jahr | Einwohner |
| ---- | --------- |
| 1990 | 10.652    |
| 1995 | 11.619    |
| 2000 | 15.115    |
| 2005 | 22.874    |
| 2010 | 23.017    |
| 2015 | 24 856    |

| Jahr | Einwohner |
| ---- | --------- |
| 2020 | 26 662    |
| 2021 | 26 767    |
| 2022 | 27 014    |
| 2023 | 26 951    |
| 2024 | 27 065    |

Gebietsstand des jeweiligen Jahres, Einwohnerzahl: Stand 31. Dezember (ab 1991), ab 2011 auf Basis des Zensus 2011, ab 2022 auf Basis des Zensus 2022

## Politik

### Stadtverordnetenversammlung
Die Stadtverordnetenversammlung von Werder besteht entsprechend der Einwohnerzahl der Gemeinde seit 2019 aus 32 Mitgliedern (2014: 28) und der hauptamtlichen Bürgermeisterin. Die Kommunalwahl am 9. Juni 2024 führte zu folgendem Ergebnis:
| Partei / Wählergruppe                  | Stimmen 2014 | Stimmen 2019 | Stimmen 2024 |    | Sitze 2014 | Sitze 2019 | Sitze 2024 |
| -------------------------------------- | ------------ | ------------ | ------------ | -- | ---------- | ---------- | ---------- |
| CDU                                    | 47,4 %       | 31,3 %       | 32,3 %       | 13 | 10         | 10         |            |
| AfD                                    | 04,3 %       | 09,7 %       | 17,9 %       | 01 | 03         | 06         |            |
| SPD                                    | 15,2 %       | 11,9 %       | 15,0 %       | 04 | 04         | 05         |            |
| Bündnis 90/Die Grünen                  | 06,0 %       | 11,7 %       | 08,4 %       | 02 | 04         | 03         |            |
| Freie Wähler Werder (Havel) 1          | 08,8 %       | 08,8 %       | 06,5 %       | 02 | 03         | 02         |            |
| Die Linke                              | 12,8 %       | 10,1 %       | 06,1 %       | 04 | 03         | 02         |            |
| StadtMitGestalter                      | –            | 07,1 %       | 06,0 %       | –  | 02         | 02         |            |
| Bürger Bund Töplitz                    | 03,6 %       | 03,8 %       | 02,9 %       | 01 | 01         | 01         |            |
| FDP                                    | 01,9 %       | 03,3 %       | 02,7 %       | 01 | 01         | 01         |            |
| Wählergruppe Ingo Krüger & Co.         | –            | –            | 01,5 %       | –  | –          | –          |            |
| Einzelbewerberin Nicole Reimann-Kriese | –            | –            | 00,3 %       | –  | –          | –          |            |
| Einzelbewerber Andreas Struck          | –            | –            | 00,3 %       | –  | –          | –          |            |
| Einzelbewerber Ingo Krüger             | –            | 01,3 %       | 2– 2         | –  | 01         | –          |            |
| Einzelbewerber Steffen Königer         | –            | 00,9 %       | –            | –  | –          | –          |            |

In fünf Ausschüssen beraten berufene Bürger mit Stadtverordneten Einzelheiten für bestimmte Vorhaben. Es existieren der Hauptausschuss unter Vorsitz der Bürgermeisterin, der Ausschuss für Wirtschaft und Finanzen sowie der Rechnungsprüfungsausschuss. Der Ausschuss für Soziales, Bildung, Kultur und Sport ist unter anderem für die von der Stadt getragenen und ansässigen Schulen zuständig. Eine besondere Rolle fällt dem Ausschuss für Stadtentwicklung, Bauen und Wohnen zu, der die Entwicklung des Stadtbildes entscheidend mitbestimmt.
In den acht Ortsbeiräten kommen je nach Größe zwischen drei und neun ehrenamtliche Politiker zusammen, um die Belange der Ortsteile zu erörtern und der Stadt später Vorschläge, Meinungen und Kritiken unterbreiten zu können.

### Bürgermeister
- 1990–2014: Werner Große (CDU)
- seit 2014: Manuela Saß (CDU)

Saß wurde in der Bürgermeisterstichwahl am 26. Juni 2022 mit 54,8 % der gültigen Stimmen für eine weitere Amtszeit von acht Jahren in ihrem Amt bestätigt.

### Wappen
| Wappen von Werder (Havel) | Blasonierung: „In Silber gespalten; vorn am Spalt ein goldbewehrter halber roter Adler; hinten pfahlweise drei grüne Kleeblätter.“ |
| Wappen von Werder (Havel) | Wappenbegründung: Das Wappen von Werder geht auf die ersten bekannten Urkunden des Markgrafen Woldemar vom 5. April und 7. Juli 1317 zurück, in denen der Ort erstmals erwähnt wird. Die Symbolik ist nicht eindeutig. Laut Ortschronik besagt der Adler, dass Werder, bevor es durch den Truchsess Ritter Sloteko (d. h. der Goldene) und seinen Bruder 1317 an das Kloster Lehnin für 143,5 Mark brandenburgischen Silbers verkauft wurde, unmittelbar dem Reich unterstellt gewesen sei. Vordem ist geschichtlich lediglich bekannt, dass Markgraf Albrecht der Bär die Insel Werder dem Ritter Sloteko für geleistete Waffenhilfe 1134/52 geschenkt hatte. Inwieweit die drei Blätter einen Hinweis auf den früher in diesem Gebiet betriebenen Weinbau geben, ist ebenfalls nicht zweifelsfrei feststellbar. Das Wappen wurde am 26. März 1993 durch das Ministerium des Innern genehmigt. |

### Flagge
Die Flagge ist Grün – Weiß – Rot (1:1:1) gestreift und mittig mit dem Stadtwappen belegt.

### Dienstsiegel
Das Dienstsiegel zeigt das Wappen der Stadt mit der Umschrift: „STADT WERDER (HAVEL) • LANDKREIS POTSDAM-MITTELMARK“.

### Städtepartnerschaften
- Oppenheim (Deutschland), seit 29. April 1990[50]
- Hjørring (Dänemark), seit 26. April 1993[50]
- Almdorf (Deutschland), seit 20. Mai 1995[50]
- Tczew (Polen), seit 30. Januar 1998[50]
- Birzai (Litauen), seit 5. März 1999[50]
- Muan (Südkorea), seit 27. Juni 2001[50]

## Sehenswürdigkeiten und Kultur

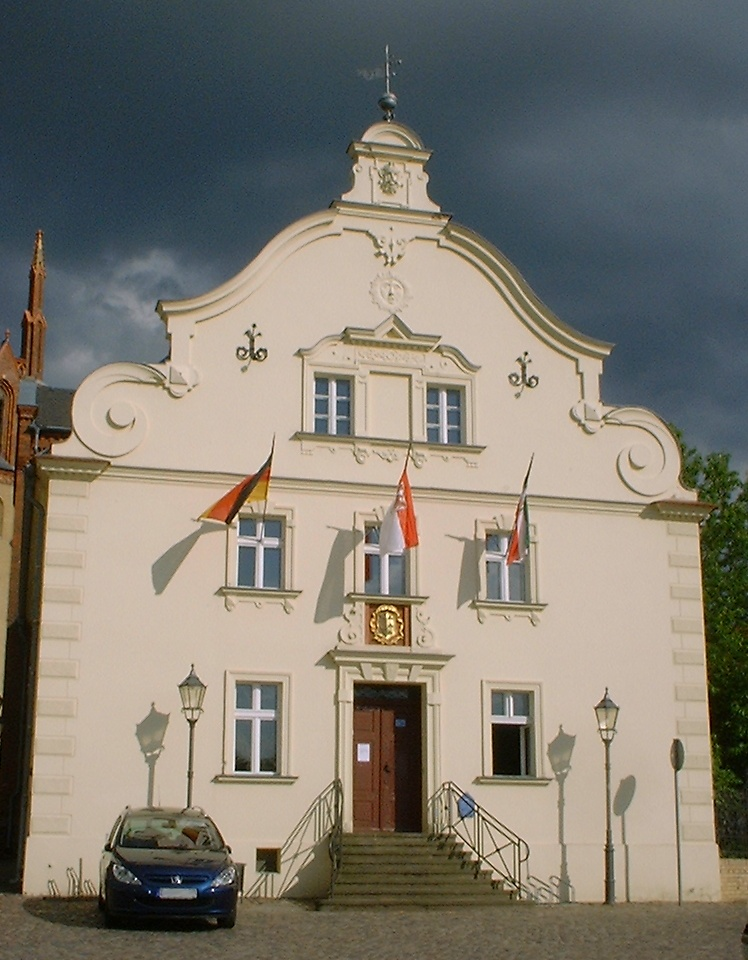
Altes Rathaus

### Bauwerke

#### Kirchen

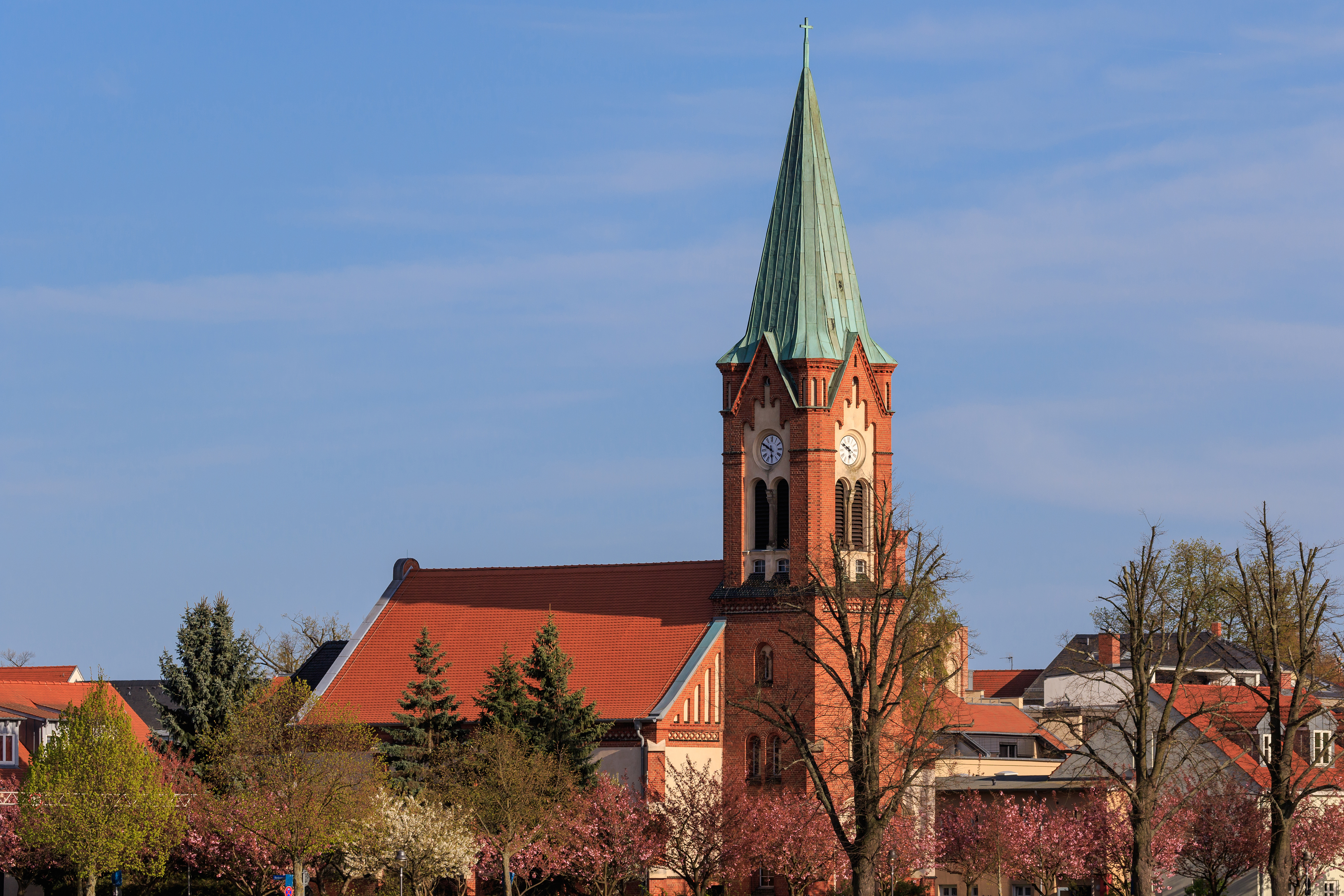
Kirche Maria Meeresstern in Werder (Havel)

- Die Inselstadt Werder mit ihren kleinen Gassen, alten Fischerhäusern und der Bockwindmühle, zu Land einzig zu erreichen durch die mehrmals erneuerte Brücke über die Föhse, dem schmalen westlichen Havelarm, weist zwei Kirchbauten auf. Die evangelische Heilig-Geist-Kirche mit anschließendem Friedhof wurde 1734 auf Veranlassung Friedrich Wilhelm I. an Stelle einer älteren, vermutlich aus dem 13. Jahrhundert stammenden Kirche auf deren Feldsteinsockel erbaut. In der ersten Hälfte des 19. Jahrhunderts führen häufige Reparaturen an den Dächern zu Erwägungen, eine neue Kirche zu bauen. August Stüler zeichnete 1852 zwei Entwürfe in neugotischen Formen. Nach einer 1854 erfolgten Baugrunduntersuchung dauerte es noch zwei Jahre bis zum Abbruch der alten Kirche. Die neue Kirche wurde von 1856 bis 1858 unter Einbeziehung des unteren Teils des Turmes im neugotischen Stil errichtet. Der Turm wurde auf 45 Meter erhöht.
- Die nach dem lateinischen Titel der Gottesmutter, Stella maris, benannte katholische Kirche Sankt Maria Meeresstern wurde 1905/1906 im neuromanischen Stil mit 35 Meter hohem Turm erbaut.
- Die Dorfkirche Bliesendorf entstand in den Jahren 1847/1848 unter Einbeziehung eines Vorgängerbaus aus dem Jahr 1727.
- Die Dorfkirche Glindow wurde in den Jahren 1852/1853 nach Plänen von August Stüler errichtet.
- Die Dorfkirche Kemnitz ist ein kleiner rechteckiger spätgotischer Bau aus Feldstein mit Ziegeln. Die Kirche wurde 1704 und nach Brand 1747 im Jahr 1755 renoviert. Dabei wurde der Bau aufgestockt und die Fensteröffnungen stichbogenartig verändert. Der Bau ist mit einem Walmdach gedeckt und besitzt einen verbretterten Fachwerkdachturm. Das Innere ist schlicht gehalten mit einer Hufeisenempore, wahrscheinlich von 1798 mit späteren Ergänzungen und einem Kanzelaltar wohl um 1756. 2001/2002 wurde die Kirche saniert und die Außenwände mit einer rötlichen Kalkschlämme versehen.
- Die Dorfkirche Phöben ist ein verputzter rechteckiger Saalbau von 1758, der vor 1875 ausgebaut um die Apsis und den eingezogenen Westturm erweitert wurde. Auch die Fenster und die Putzgliederung wurde verändert. Der polygonale Kanzelkorb stammt wohl von 1856, die kurze Hufeisenempore auf toskanischen Säulen dagegen noch aus der Bauzeit. Die Kirche wurde 2003–2005 umfassend saniert.
- Die neugotische Dorfkirche Plessow entstand im 19. Jahrhundert aus Feldsteinen und Mauersteinen.
- Die Dorfkirche Plötzin entstand im Kern im 13. Jahrhundert. Die einfache Baustruktur der Rechteckkirche täuscht; es handelte sich ursprünglich um eine Kirche mit Schiff, eingezogenem Chor und Apsis. In der Südwand des Schiffs hat sich noch das ursprüngliche rundbogige Gemeindeportal mit Begleitbogen erhalten, allerdings ist es jetzt zugesetzt.

#### Weitere Bauwerke
- Das Alte Rathaus auf dem Mühlenberg, der höchsten Erhebung der Inselstadt, entstand 1879 durch Umbau aus einer alten Fachwerkschule; es wurde 1992–1995 saniert. Im nebenliegenden ehemaligen Stadtgefängnis, das 1896 aus dem alten Leichenhaus am Friedhof entstand, befindet sich seit 1994 das Obstbaumuseum.

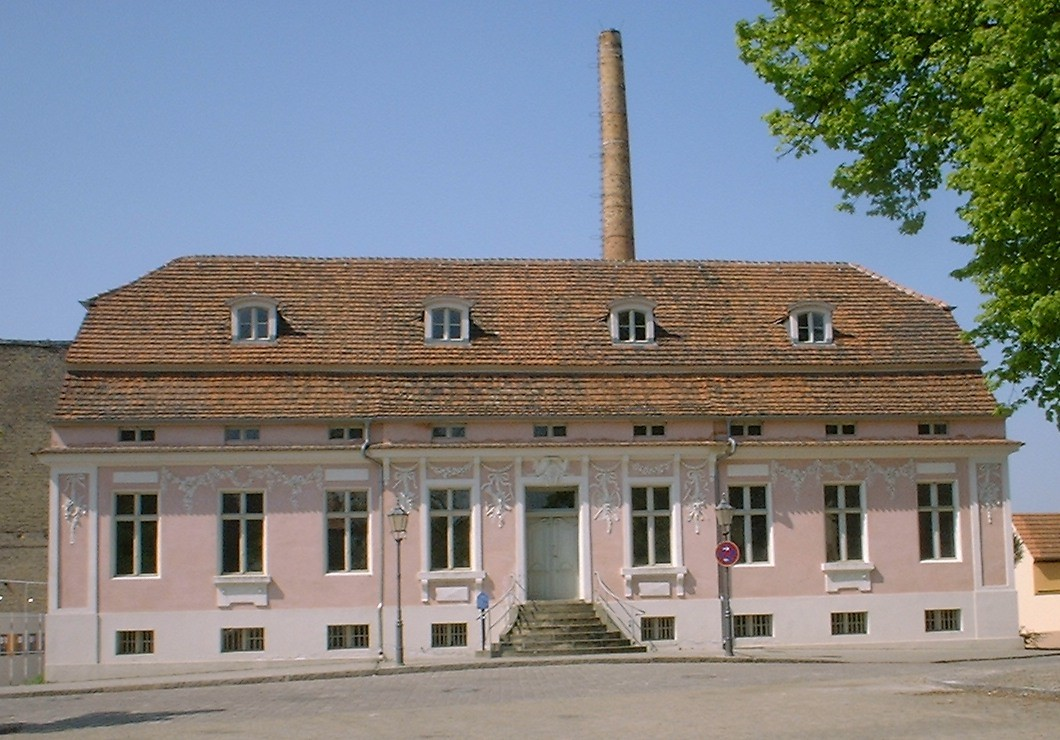
Lendelhaus

- Das Lendelhaus (Am Markt 21) ist nach F. W. Lendel benannt, der seit 1916 auf dem Gelände Obstwein, Säfte und Marmeladen produzierte. Erbaut wurde das Wohnhaus 1789 als Stadtpalais für die Petzower Gutsherrschaft Kaehne. Die Ziegelbauten der Fabrikanlage stammen aus dem 19. Jahrhundert.
- In der Innenstadt am zentralen Plantagenplatz liegt das heute als Café genutzte ehemalige Scharfrichterhaus. Die Stadtverwaltung ist in einer repräsentativen Industriellenvilla aus den 1920er Jahren untergebracht.
- In den Ortsteilen sind mehrere historische Dorfkirchen sehenswert.
- Die vier historischen Ausflugsgaststätten Bismarckhöhe (Hoher Weg 150), Friedrichshöhe (Hoher Weg 80), Wachtelburg (Potsdamer Str. 35) und die Gerlachshöhe (Hoher Weg 69)[51] – benannt nach dem früheren Besitzer, dem Maler Ferdinand August Gerlach – entstanden Ende des 19. Jahrhunderts, als die Berliner „zur Baumblüte nach Werder“ fuhren. Daraus entstand schließlich das Baumblütenfest.
- Die Burg Zolchow war eine befestigte Niederungsburg aus dem späten Mittelalter am Großen Plessower See in der Nähe des Ortsteils Kemnitz, deren Reste erhalten sind.
- Das Gutshaus Plessow diente bis 1945 als Herrensitz zu einem 2.700 ha großen Gutskomplex von Plessow, Ferch, Kammerode und Resau.
- Der 130 Meter hohe Kamin des Heizwerks nördlich des Bahnhofs ist das höchste Bauwerk des Ortes. Er trägt auch die Bezeichnung „Langer Heinrich“ und wird zusätzlich als Funkturm genutzt.[52]

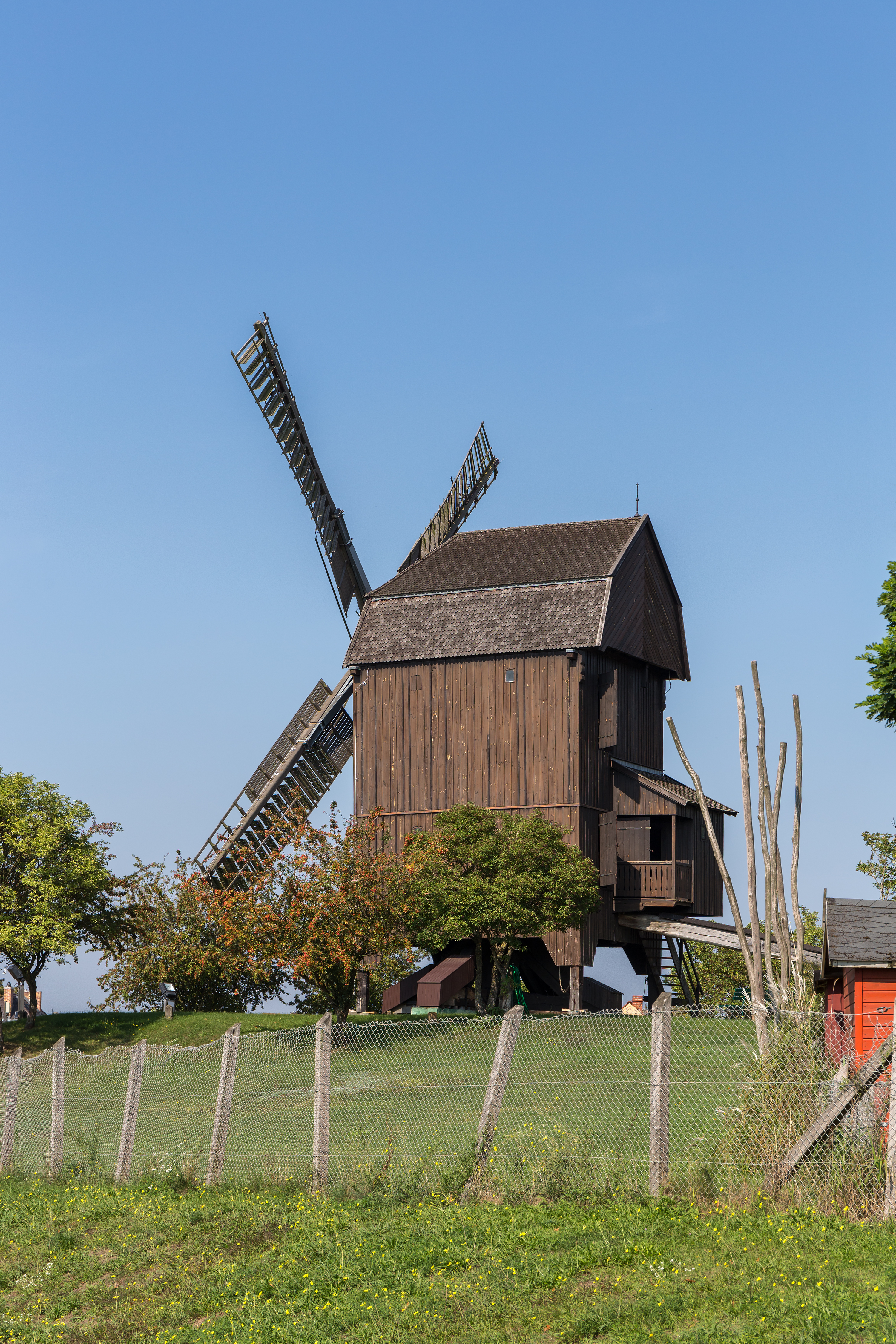
Bockwindmühle
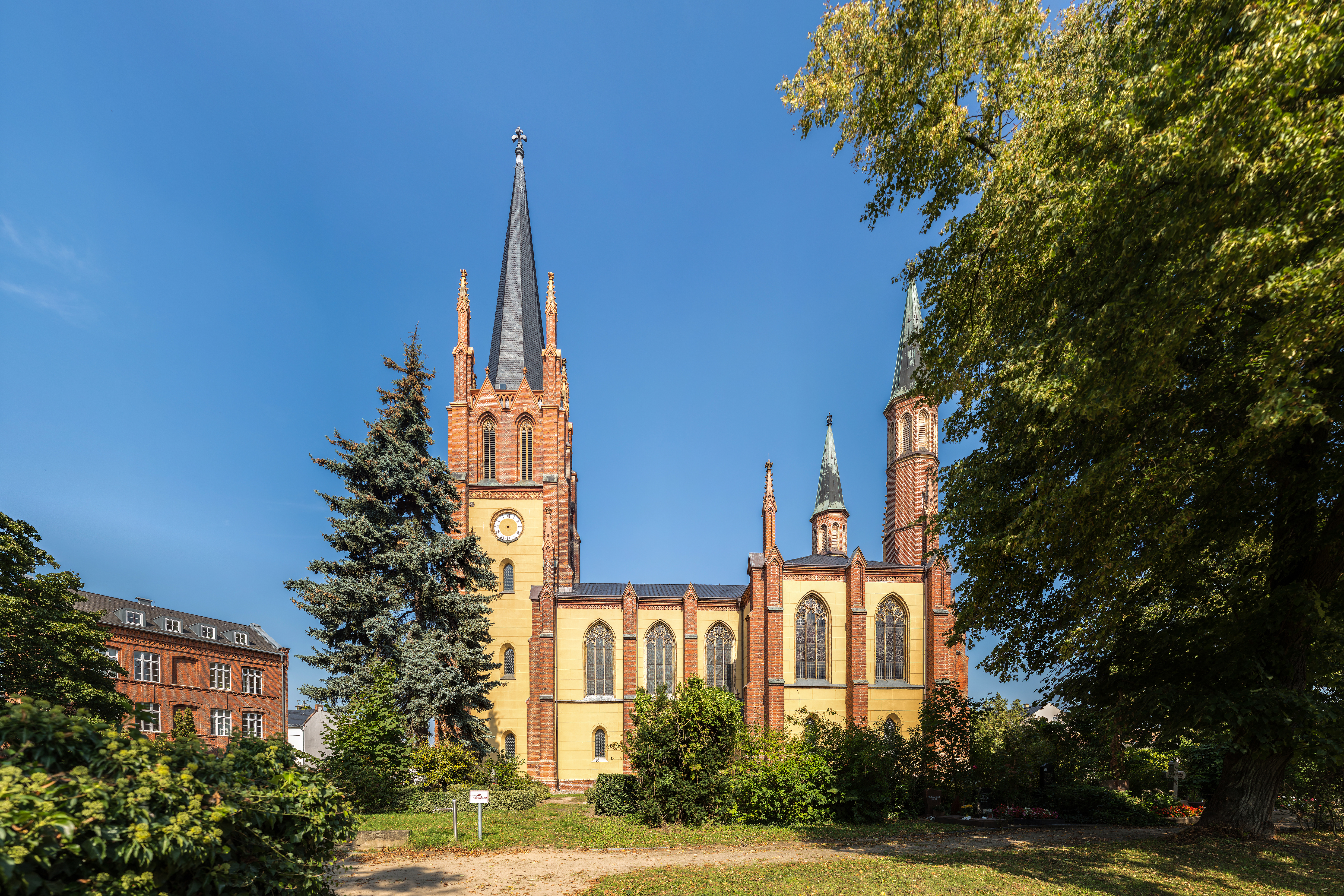
Kirche auf der Insel
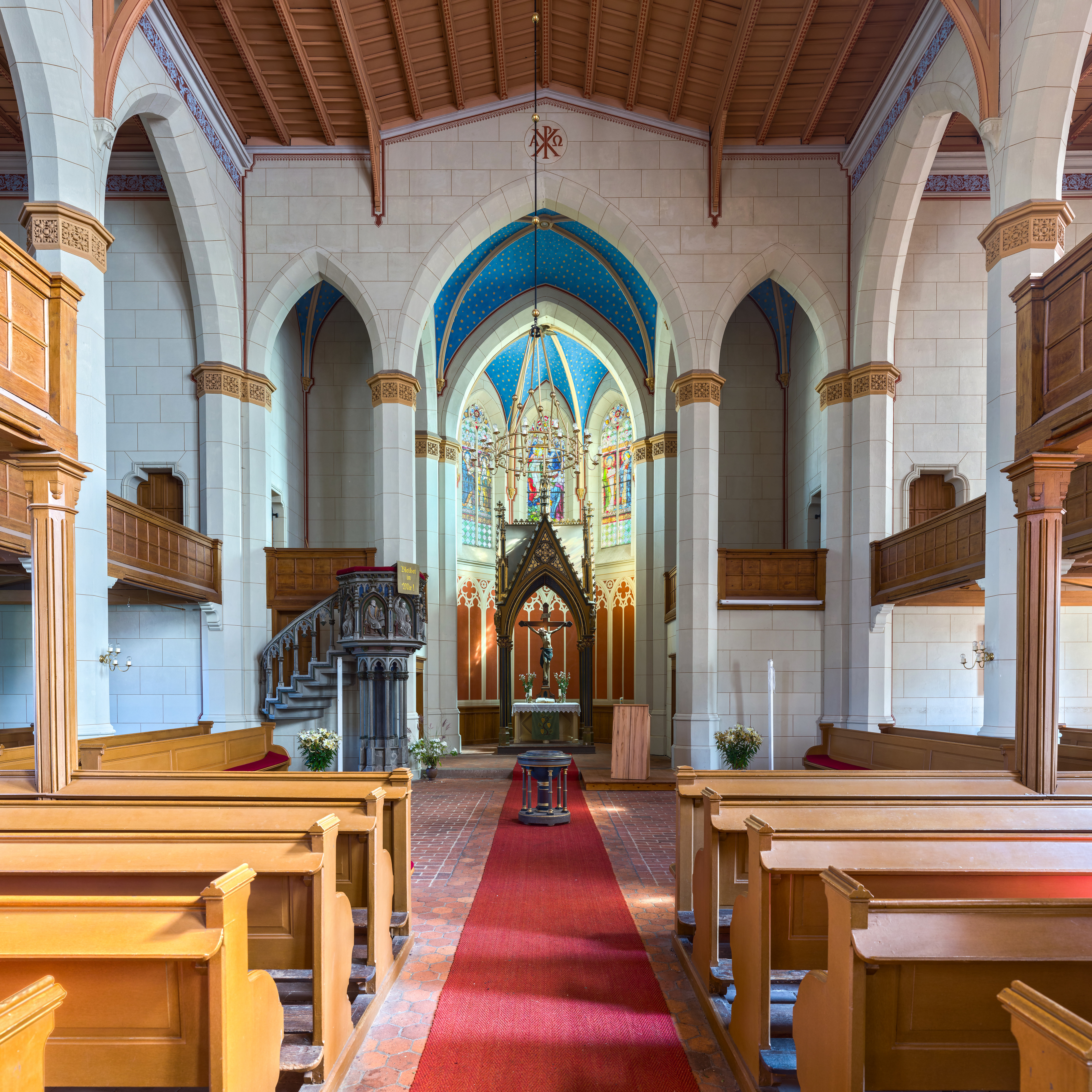
Kircheninneres
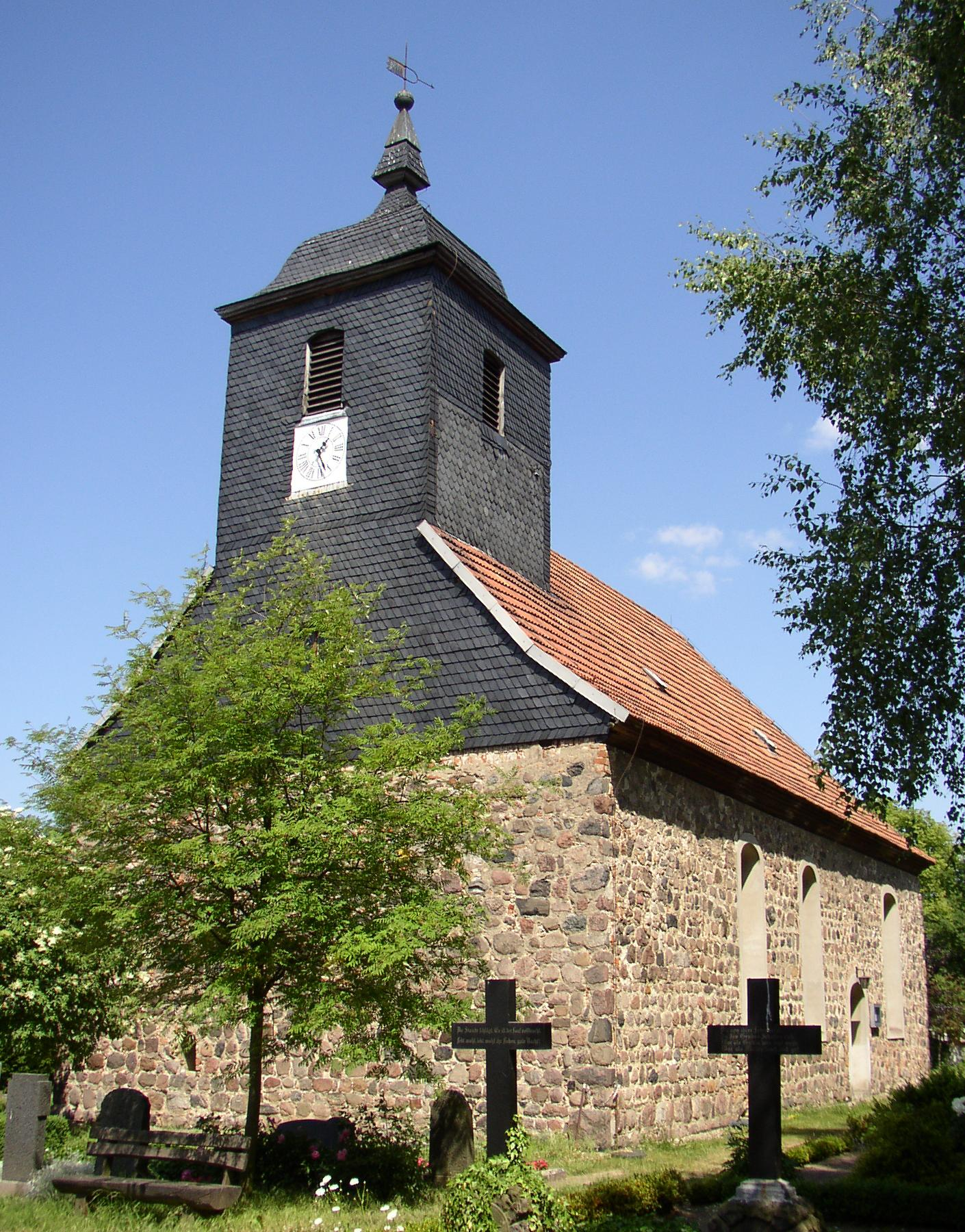
Kirche in Plötzin
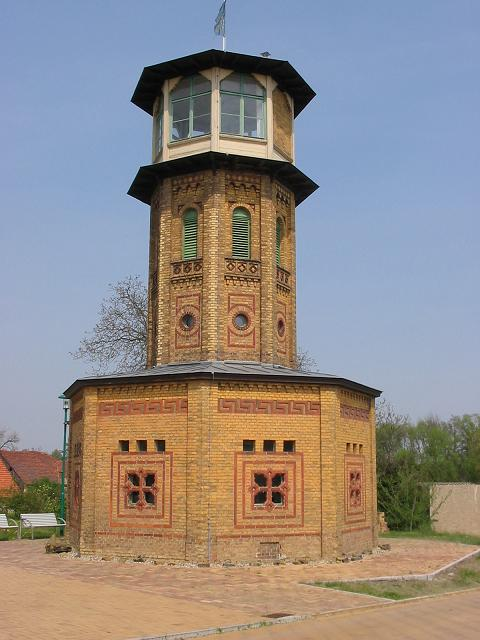
Ziegeleimuseum im Ortsteil Glindow

### Geschichtsdenkmäler

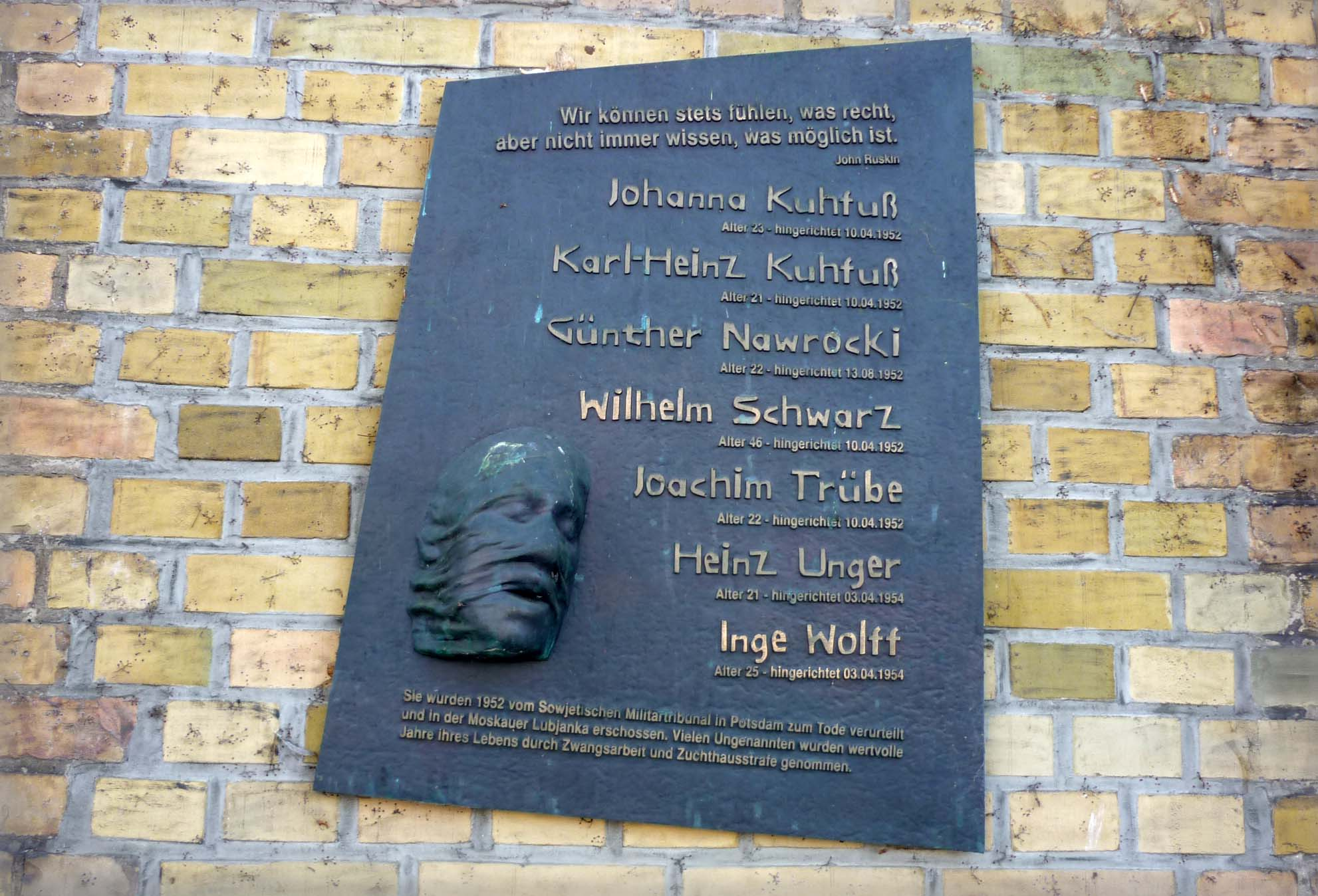
Gedenktafel an der Carl-von-Ossietzky-Schule

- Gedenkstätte von 1975 auf dem Neuen Friedhof an der Kemnitzer Straße für sowjetische Soldaten, KZ-Häftlinge, Kriegsgefangene und Zwangsarbeiter, von denen 20 namentlich genannt werden. Daneben befindet sich ein Denkmal für die Opfer des Faschismus, welches nach 1989 von zentraler Stelle in der Stadt hierher umgesetzt wurde.
- Gedenktafel von 2004 für sieben im Jahre 1952 in Moskau hingerichtete Jugendliche aus Werder[53] in der Carl-von-Ossietzky-Schule: Namen der fünf Männer und zwei Frauen. Text weiter: „Vielen Ungenannten wurden wertvolle Jahre ihres Lebens durch Zwangsarbeit und Zuchthaus gestohlen“.
- Gedenkstätte von 2008 auf dem Insel-Friedhof für eine Widerstandsgruppe gegen den Stalinismus (1952), siehe Bild.

### Museen
Das Obstbaumuseum auf der Insel informiert über die Geschichte des Obstanbaus in Werder.
Die von vielen als einzige verbliebene Ziegelei im Ortsteil Glindow ist heute ein Museum. Der Keramikkünstlerverein Gebrannte Erde engagiert sich dort für Veranstaltungen. Der mit Kohlenstaub befeuerte Ringofen wird heute noch zum Brennen der Kunstwerke oder von Ziegelspezialanfertigungen genutzt.
Seit 2008 befindet sich im Schützenhaus Werder im Haus Uferstraße 10 die Stadtgalerie Kunst-Geschoss, die auf 230 Quadratmetern wechselnde Ausstellungen beherbergt. Kurator der Galerie ist der Künstler Frank W. Weber. Jährlich besuchen rund 6000 Besucher die Galerie. Im Jahr 2014, zum 100. Todesjahr vom weltbekannten Dichters Christian Morgenstern, wurde im sanierten Aussichts- und Museumsturm der Bismarckhöhe das Christian Morgenstern Literatur-Museum eröffnet. Zum Museumsbestand gehören viele Erstausgaben und auch über 250 Buchtitel aus Morgensterns Privatbibliothek, darunter auch ca. 30 Bücher mit persönlicher Widmung.  Morgenstern soll seine Galgenlieder auf dem Werderaner Galgenberg geschrieben beziehungsweise bei Ausflügen zum Galgenberg im privaten Kreis vorgetragen haben.

### Kulturelle Einrichtungen
- Kino Scala Kulturpalast, ehemals Fontane Lichtspiele
- Theater Comédie Soleil

### Regelmäßige Veranstaltungen
Wichtigstes Fest im Jahr ist das Baumblütenfest, das über den 1. Mai gefeiert wird. Beginn ist dabei immer das letzte Wochenende im April. Am Freitag vor dem Wochenende wird auf dem Baumblütenball die Baumblütenkönigin gekürt. Dabei dürfen nur Frauen im Alter von über 18 Jahren antreten, die in mehreren Prüfungen ihr Wissen über die Stadt und den Obstanbau unter Beweis stellen müssen. Am Samstag des ersten Wochenendes eröffnet die frisch gekürte Königin nach dem traditionellen Umzug, bei dem sich die Vereine und die Stadt präsentieren, das Baumblütenfest. Während im Stadtzentrum der Rummel dominiert, überwiegt in den Randgebieten des Zentrums und der Stadt – in den Gärten und auf den Plantagen der Obstbauern – eine gemütliche Atmosphäre. An die besten Obstweinproduzenten verleiht eine Jury die Auszeichnung Goldene Kruke. Der lokal hergestellte Obstwein ist bekannt für sein süffiges Aroma, das eher an Fruchtsaft erinnert und seine oft unterschätzte Wirkung bei übermäßigem Genuss, die er auf seine Konsumenten ausübt. Die zahlreichen Gäste des Festes, die diesen Obstwein während des Blütenfestes aus Sicherheitsgründen nur in Plastikflaschen erwerben können, werden am letzten Sonntag um 22 Uhr mit einem großen Höhenfeuerwerk verabschiedet.
Einzelne Ortsteile veranstalten in jedem Jahr ihre eigenen Orts- bzw. Dorffeste, die auch viele Gäste aus dem Umland anziehen. Besonders das Kirsch- und Ziegelfest in Glindow ist neben dem Baumblütenfest bekannt.
Jeden Freitag findet der Wochenmarkt in der Stadt statt. Die Stände verteilen sich hierbei vor allem über die Straße Unter den Linden, die sich direkt im Zentrum befindet.
Der Schützenverein Werders veranstaltet in jedem Jahr ebenfalls ein Fest, das über die Stadtgrenzen hinaus Besucher anzieht.
Bedingt durch die großzügigen Wasserflächen in der Umgebung der Stadt wird seit einigen Jahren das Wasserfest ausgetragen. Mit Drachenbooten werden hierbei Rennen auf der Föhse ausgetragen und die Wassersportvereine präsentieren sich.
An der Bockwindmühle auf der Insel findet regelmäßig das Mühlenfest statt.

## Wirtschaft und Infrastruktur

### Ansässige Unternehmen (Auswahl)
Eine Auswahl an Unternehmen, die über die Stadtgrenzen hinaus bekannt sind:
- ABB (Asea Brown Boveri AG)
- Christine Berger GmbH &Co. KG.
- E.DIS AG
- Kampa
- regiobus Potsdam-Mittelmark
- Herbstreith & Fox
- Hermes Europe
- LJU Sondermaschinenbau GmbH
- Schaltgerätewerk Werder
- Schuke Orgelbau
- Werder Feinkost

Bekannt geworden ist Werder vor allem durch den Obstanbau. Ihm verdankt die Stadt mit dem Baumblütenfest auch eines der überregional bekannten Volksfeste Deutschlands. Schon die Mönche des Zisterzienserklosters in Lehnin betrieben hier Obstanbau. Angebaut werden größtenteils Kirschen, Äpfel und Erdbeeren. Aber auch Gemüse, besonders Tomaten, werden in den Gewächshäusern gezüchtet. Die Werder Feinkost hat sich auf die Herstellung von Ketchup, Fruchtweine und Brotaufstriche spezialisiert. Doch schon während der Zeit der DDR, in der viele LPG und andere Genossenschaften die Aufzucht der Pflanzen kontrollierten, waren die Produkte aus Werder allgemein beliebt. Neben der Verwendung als sog. „Bückware“ wurden mit den Spezialitäten der Umgebung mehrere Spitzenhotels (z. B. das Neptun in Rostock) beliefert. Bereits seit Beginn der Industrialisierung, die schnellere Transportmöglichkeiten hervorbrachte, wurden Obst und Gemüse per Dampfschiff über die Havel in das sich immer rascher entwickelnde Berlin transportiert.
Werder (Havel) hat eine überdurchschnittliche Quote an Selbstständigen bzw. Gewerbetreibenden und nahezu Vollbeschäftigung.
Neben den traditionsreichen Lebens- und Genussmittelherstellern werden im ortsansässigen Schaltgerätewerk vor allem für die Eisenbahnindustrie Schaltanlagen produziert.
Seit Anfang 2004 befinden sich die Produktionsstätten der Fa. Alexander Schuke, eines großen, international tätigen Orgelbaubetriebs, in der Havelstadt.
Bis zum Anfang des 20. Jahrhunderts war die Backsteinproduktion, vor allem in Glindow, bedeutsam, die Produkte wurden per Kahn direkt in die aufstrebenden Städte verfrachtet.

### Weinanbau

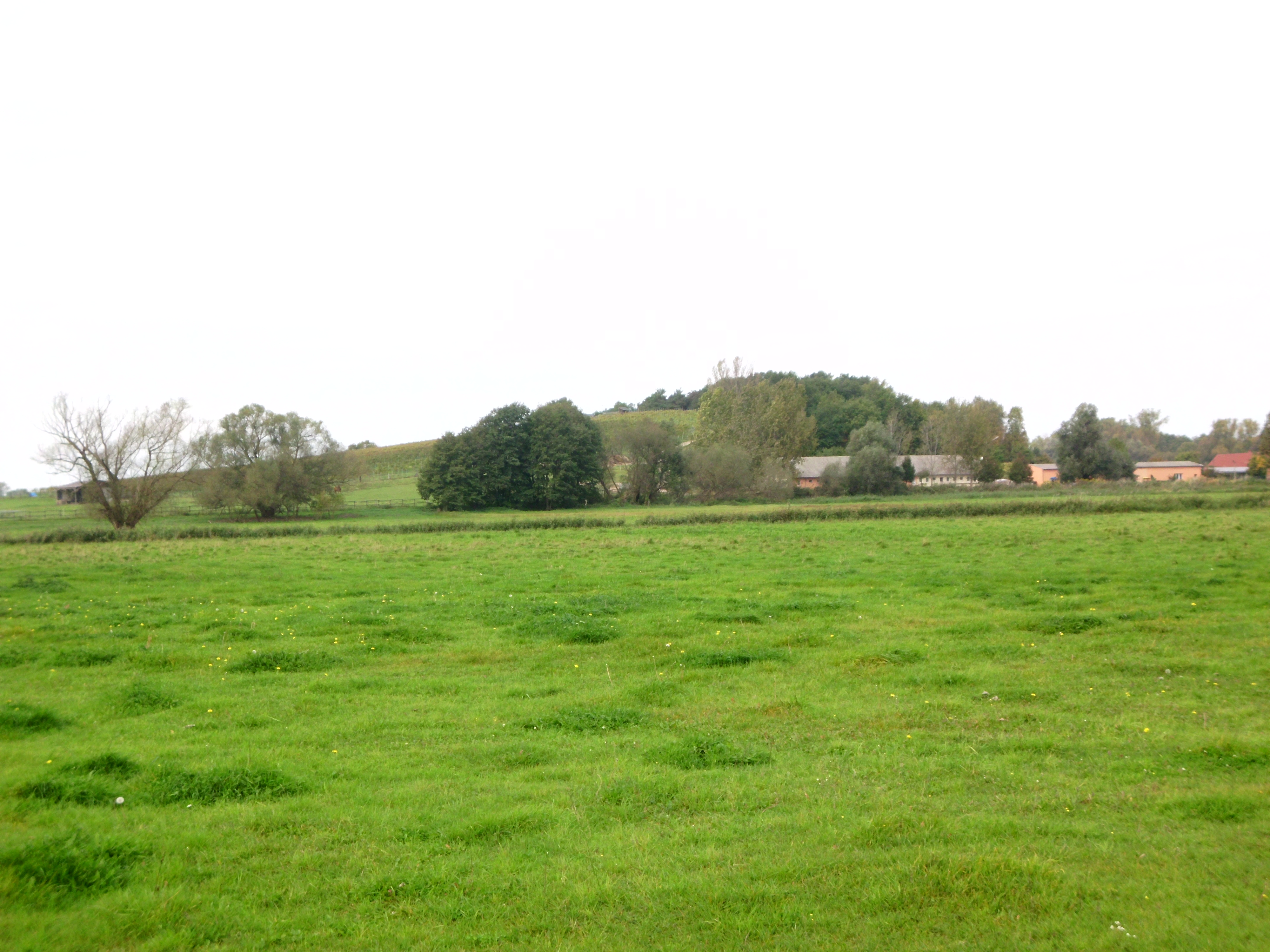
Alter Weinberg auf Töplitz

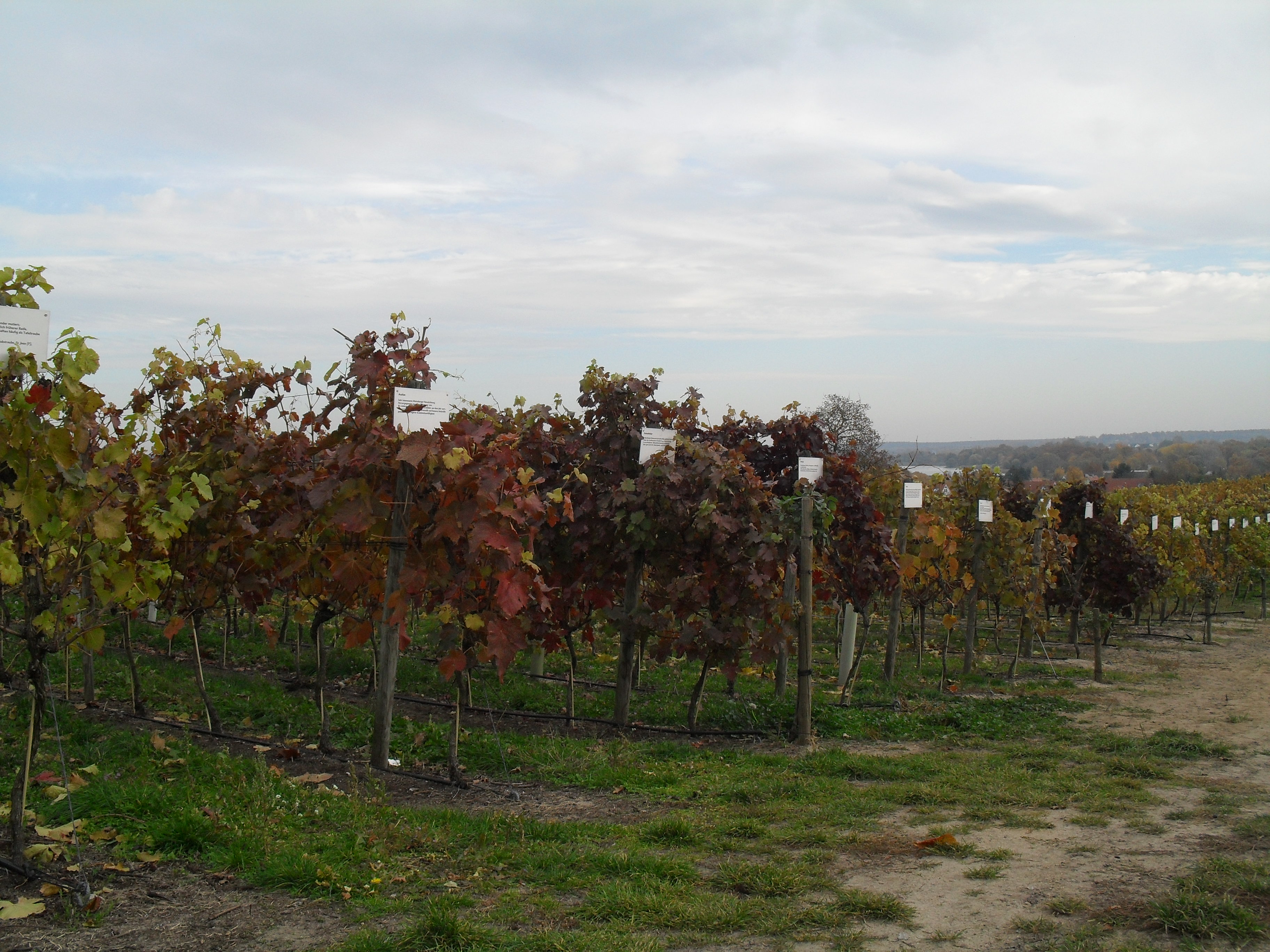
Rotweinlehrpfad auf dem Werderaner Wachtelberg

Der Weinanbau ist neben der Fischerei eines der ältesten Gewerbe der Stadt.
In der ersten Hälfte des 18. Jahrhunderts wurde in Werder Wein auf einer Fläche von mehr als 100 Hektar angebaut. Die damaligen Rebsorten waren Weißer Elbling, Weißer und Roter Schönedel und der Rotfranke. Es soll jedoch immer mehr Rotwein als Weißwein angebaut worden sein.
Auf der Insel wurde Wein am Mühlen- und am Gottesberg angebaut. Das Weinlaub wurde früher zum Einwickeln von Obst, speziell von Aprikosen und Pfirsichen verwandt. Die Früchte konnten so schonend in den Obsttienen transportiert werden. 1887 wurde noch von zwei Weinbergen berichtet. Mit dem Erfrieren der letzten Weinstöcke im Winter 1955/56 endete vorläufig die Weinanbauperiode in Werder. Erst 1985 begann die Gärtnerische Produktionsgenossenschaft (GPG) Obstproduktion auf dem Werderaner Wachtelberg mit dem Anlegen eines Weinberges auf einer Fläche von 4,8 Hektar. Heute wachsen dort auf einer Fläche von fast sieben Hektar circa 30.000 Rebstöcke. Im Rahmen der Bundesgartenschau in Potsdam wurden Weinlehrpfade auf dem Wachtelberg angelegt. Hier wachsen heute 38 Rot- und 40 Weißweinsorten.
Zu den wichtigsten Weinlagen in Werder zählen heute neben dem Werderaner Wachtelberg auch der Wachtelberg in Phöben und der Werderaner Galgenberg, deren Ertrag seit 2012 wieder unmittelbar in Werder gekeltert wird. 2007 wurde auch der Alte Weinberg auf der zu Werder gehörenden Insel Töplitz mit dem Weingut Töplitz wiederbelebt.
Werder ist das nördlichste Weinbaugebiet Europas, in dem QbA-Weine erzeugt werden.

### Brauereiwesen
Im Jahr 1784 gab es in Werder 21 Bier-Brauer und zwei Brauknechte. Die erste Werdersche Braumanufaktur von Rasenack entstand in unmittelbarer Nähe zum Gesellschaftshaus am Markt auf der Insel. Bis zum Jahr 1854 entstanden in Werder vier große Brauereien. Das Werdersche Bier wurde als Gesundheitsbier angepriesen und auch weit über Werders Grenzen, insbesondere nach Berlin, geliefert. 1896 kam es zu einem Zusammenschluss der vier Brauereien zu der Aktiengesellschaft Vereinigte Werdersche Brauereien, aus der später die Brauereigenossenschaft Potsdam Werder, Zentrale Werder a. H. wurde. Sie musste 1909 Konkurs anmelden.
Seit Ende 2014 gibt es im Ortsteil Kemnitz wieder eine Werdersche Brauerei.

### Verkehr
| \| \| \| \| \| \| \| \| Berlin-Wannsee \| \| \| \| \| Potsdam Hauptbahnhof \| \| \| \| \| Potsdam Charlottenhof \| \| \| \| \| Potsdam Park Sanssouci \| \| \| \| \| Werder (Havel) \| \| \| \| \| Groß Kreutz \| \| \| \| \| Götz \| \| \| \| \| Brandenburg Hauptbahnhof \| \| \| \| \| \| \| \| \| \| Magdeburg Hauptbahnhof \| \| |  |                          |                          |
| |  |                          |                          |
| S-Bahnhof |  | Berlin-Wannsee           | Berlin-Wannsee           |
| S-Bahnhof |  | Potsdam Hauptbahnhof     | Potsdam Hauptbahnhof     |
| Bahnhof |  | Potsdam Charlottenhof    | Potsdam Charlottenhof    |
| Bahnhof |  | Potsdam Park Sanssouci   | Potsdam Park Sanssouci   |
| Bahnhof |  | Werder (Havel)           | Werder (Havel)           |
| Bahnhof |  | Groß Kreutz              | Groß Kreutz              |
| Bahnhof |  | Götz                     | Götz                     |
| Bahnhof |  | Brandenburg Hauptbahnhof | Brandenburg Hauptbahnhof |
| |  |                          |                          |
| S-Bahnhof |  | Magdeburg Hauptbahnhof   | Magdeburg Hauptbahnhof   |

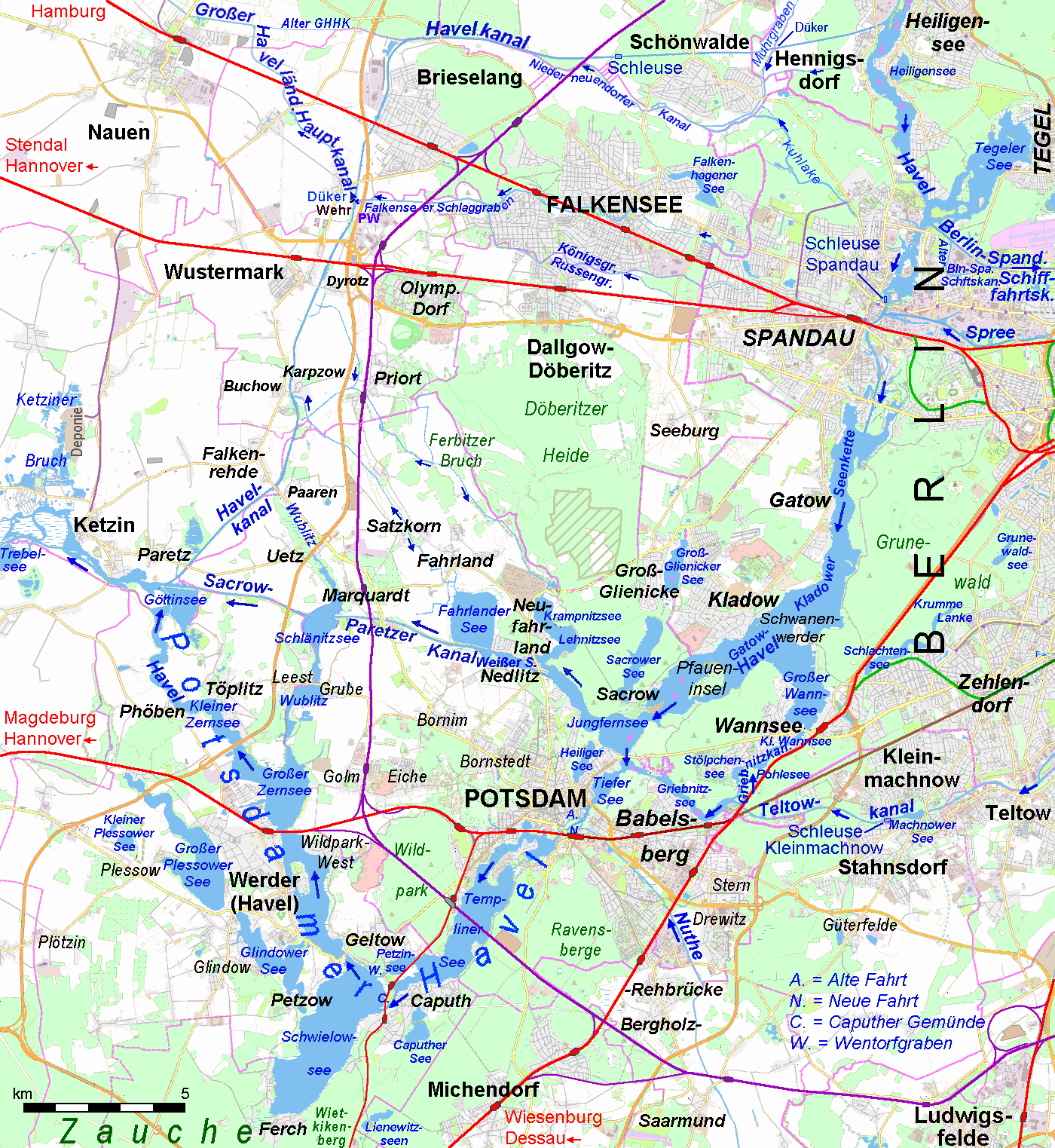
Landverkehrswege und Wasserstraßen um Potsdam und Werder

Werder hat einen Bahnhof an der Bahnstrecke Berlin–Magdeburg, der durch die Regional-Express-Linie RE 1 mit Berlin (Fahrzeit nach Berlin Hauptbahnhof etwa 40 Minuten), Frankfurt (Oder), Eisenhüttenstadt oder Brandenburg, Genthin und Magdeburg verbunden ist. Es gab Planungen, die S-Bahn von Potsdam aus bis Werder zu verlängern. Als Vorleistungen wurden bereits Brückenköpfe neben der bestehenden Havelbrücke unmittelbar vor dem Bahnhof errichtet.
Durch die Regiobus Potsdam-Mittelmark ist Werder mit zwei PlusBus- sowie weiteren Regionalbuslinien verbunden. Unter anderem geht es in die Landeshauptstadt Potsdam sowie nach Beelitz, Lehnin, Kemnitz, Glindow und Bliesendorf.
Die Stadt Werder wird im Norden von der Unteren Havel-Wasserstraße mit dem Sacrow-Paretzer Kanal tangiert. Durch die Stadt fließt die Potsdamer Havel, ebenfalls eine Bundeswasserstraße. Fahrgastschifffahrtsunternehmen bieten in der Saison Ausflugslinien auf den Havelseen der Umgebung sowie regelmäßige Schiffsverbindungen nach und von Potsdam an.
Mit dem Auto ist Werder aus Richtung Potsdam oder Brandenburg über die Bundesstraße 1, eine der wichtigsten Ost-West-Verbindungen, erreichbar. Von der Autobahn aus ist Werder über mehrere Abfahrten erreichbar. Dazu zählen die Abfahrten Glindow (AS 20, südlich des Stadtzentrums), Groß Kreutz (AS 22, westlich gelegen) und Phöben (AS 23, im Norden der Stadt). Sie alle sind Teil des Berliner Rings (A 10). Das Autobahndreieck Werder (AS 21) verbindet diesen mit der A 2 in Richtung Magdeburg.
Von 1895 bis 1926 verkehrte in Werder eine Pferdebahn vom Bahnhof zum Marktplatz mit einem Abzweig 0nach Glindow.
Das Ultraleichtfluggelände Plötzin liegt etwa acht Kilometer westsüdwestlich des Zentrums im Ortsteil Plötzin.

### Öffentliche Einrichtungen
Mehr als zehn Kindergärten, darunter die Integrationskita Anne Frank, die sich sowohl in öffentlicher als auch privater Trägerschaft befinden, sorgen für die jüngsten Einwohner. Wegen der starken Bevölkerungsentwicklung insbesondere durch Projekte in den Havelauen kam es im Jahr 2015 zu Engpässen in der Versorgung. Mit dem Bau eines neuen Kindergartens in der Damaschkestraße durch die städtische Grundstücksgesellschaft HGW und mehrere neue private Kindergärten wird das Angebot deutlich ausgeweitet. Für Schulkinder gibt es in der Stadt mehrere Horte. Ebenso existieren mehrere Begegnungsstätten für Jung und Alt wie Jugendclubs und Senioreneinrichtungen. Gemeindezentren in den Ortsteilen (z. B. Kemnitz, Plötzin) stehen auch den Bürgern und Vereinen für private und öffentliche Veranstaltungen zur Verfügung.
Für ärztliche Betreuung sorgen viele einzelne Praxen von Allgemein- und Zahnärzten. Eine chirurgische Gemeinschaftspraxis befindet sich mit Kinderarzt, Augenarzt, Zahnärzten, einer Logopädiepraxis und weiteren Fachmedizinern im örtlichen Ärztehaus. Direkt an dieses angegliedert ist eine von vier Apotheken. Sie setzt die Tradition der Adlerapotheke von der Insel fort. Es gibt Reformhäuser in den einzelnen Ortsteilen und viele Physiotherapiepraxen.
Die Polizeiwache Werder gehört zum Schutzbereich Brandenburg.
Die Deutsche Post AG betreibt in der Filiale eines Supermarktes eine Außenstelle. Außerdem gibt es ein kleines Verteilerzentrum, das die Ortschaften mit Briefen und Paketen versorgt.

### Staatliche Einrichtungen
Im Ortsteil Plessow befindet sich der Dienstsitz Plessow des Bildungs- und Wissenschaftszentrums der Bundesfinanzverwaltung.

### Bildungseinrichtungen
Die Stadt besitzt in ihrem Zentrum zwei Grundschulen, die nach Franz Dümichen (Grundschule I), einem ehemaligen Bürgermeister der Stadt, beziehungsweise nach Karl Hagemeister (Grundschule II), einem bekannten Landschaftsmaler, benannt sind.
Die Grundschule I erhielt ihren aktuellen Namen 1997, da die Realschule bzw. Oberschule, die sich auf dem gleichen Gelände im Zentrum der Stadt befindet, ebenfalls den Namen Carl von Ossietzky trug. Die Grundschule II befindet sich im Wohngebiet Jugendhöhe und besitzt eine etwas größere Kapazität als ihr Pendant in der Innenstadt.
Zusätzlich zu den innerstädtischen Grundschulen befinden sich in den Ortsteilen Glindow und Töplitz zwei weitere, wesentlich kleinere Einrichtungen.
Die Stadt besitzt weiterhin eine allgemeine Förderschule, die einzige derartige Einrichtung im Landkreis Potsdam-Mittelmark. Unweit dieser Schule befindet sich das Ernst-Haeckel-Gymnasium.
Das Oberstufenzentrum der Stadt, das eine Außenstelle in Groß Kreutz hat, besitzt auch ein Internat, in dem die Schüler unterkommen können.
Die Freie Schule am Zernsee bietet den Schülern der Umgebung eine alternative Unterrichtsform auf der Basis der Pädagogik Rudolf Steiners. Am 1. September 2012 wurde die Schule in Freie Waldorfschule Christian Morgenstern umbenannt.
Für Erwachsene bietet die Kreisvolkshochschule Potsdam-Mittelmark in Werder, die sich in der Adolf-Damaschke-Str. 60 gegenüber vom Bahnhof Werder befindet, Kurse im Gesellschafts-, Kultur-, Sprach- und Gesundheitsbereich.
Die stadteigene Bibliothek befindet sich seit einigen Jahren mit erweitertem Medienangebot in einem neuen Gebäude.

### Sport und Freizeit
Für Sportvereine stehen in Werder zwei Feldersporthallen mit Zuschauerplätzen auf Schulgeländen bereit. Für viele andere Sportarten gibt es in der Stadt mehrere Betätigungsstätten, wie z. B. kleinere Turnhallen, eine Regattastrecke mit einer Länge von 1500 m, den Arno-Franz-Sportplatz, eine Tennisanlage sowie zwei Sportzentren.
Im Ortsteil Phöben sind Europas größte Indoor-Reithalle, ein Polo-Club und ein 18-Loch-Golfplatz nebst Verein angesiedelt.
Im Ortsteil Bliesendorf entstand auf fast 30.000 m² die größte als auch erste deutsche Cricket-Anlage mit einer Rasen-Pitch (neben Amsterdam die einzige derartige Anlage in Kontinental-Europa). Sie ist Leistungszentrum des Deutschen Cricket Bundes und sportliche Heimat des Havelländischen Cricket Clubs Werder.
Der Fußballverein Werderaner FC Viktoria 1920 spielt in der Saison 2020/21 in der Brandenburgliga, der FSV Eintracht Glindow in der Landesklasse West. Weitere Sportvereine sind der Tennisclub Werder Havelblick, der Kegelverein Werder, der Werderaner VV 1990, die Werderaner Bogenschützen und ein Schützenverein. Daneben bestehen ein Heimatverein, ein Hundesportverein, der Verein Historischer Weinberg und der Karnevalsclub Werder.
Der Panoramaweg Werderobst ist ein rund 15 km langer Lehrpfad, der von Groß Kreutz über die Hochfläche der Zauche bis nach Petzow führt. Auf mehreren Schautafeln wird insbesondere auf den Stellenwert des Obstanbaus für die Region hingewiesen.

## Persönlichkeiten

### Ehrenbürger
- 1948: Eugen Ernst (1864–1954), Politiker
- 2017: Werner Große (* 1949), 1990–2014 Bürgermeister der Stadt
- 2021: Baldur Martin (* 1940)[65], Ortschronist[66]

### Söhne und Töchter der Stadt
- Hans von Rochow (1824–1891), preußischer Gutsbesitzer und Politiker
- Karl Hagemeister (1848–1933), Maler, nach ihm wurde eine städtische Grundschule benannt
- Paul Lehmgrübner (1855–1916), Architekt
- Willi Eplinius (1884–1966), Theatermaler und Filmarchitekt
- Christiane Hein (1944–2002), Filmregisseurin, Dramaturgin und Redakteurin
- Werner Große (* 1949), 1990–2014 Bürgermeister der Stadt, in Glindow geboren
- Burglinde Pollak (* 1951), Leichtathletin (Fünfkämpferin), Olympiamedaillengewinnerin 1972 und 1976
- Brigitte Ahrenholz (1952–2018), Ruderin (Achter), Olympiamedaillengewinnerin, Welt- und Europameisterin
- Dieter Timme (1956–2024), Fußballspieler und Trainer

### Mit Werder verbundene Persönlichkeiten
- Hasso Grabner (1911–1976), Schriftsteller, lebte von 1968 bis 1976 in Werder (Havel)
- Adolf Damaschke (1865–1935), Pädagoge und Bodenreformer, lebte ab 1907 in Werder (Havel)
- Gerhard Graf (1883–1958), Maler, lebte von 1926 bis 1948 in Werder (Havel)
- Herbert Schnoor (1927–2021). Ex-Innenminister von NRW, verbrachte hier seinen Ruhestand
- Günther Krause (* 1953), Politiker (CDU), lebt seit 2018 in Werder (Havel)
- Kai Homilius (* 1965), Verleger, sein Kai Homilius Verlag hat seinen Sitz in Werder (Havel)
- Bruno Kramm (* 1967), Musiker, Musikproduzent und Politiker (Bündnis 90/Die Grünen/Piraten)
- Marlon Deter (* 1973), Politiker (AfD), Mitglied der Stadtverordnetenversammlung von Werder (Havel)
- Maja Göpel (* 1976), Transformationswissenschaftlerin und Nachhaltigkeitsexpertin, lebt in Werder, Havel